# Marché New-Deïdo
Le marché New-Deïdo se situe au quartier New-Deïdo à Douala, la capitale économique du Cameroun.
Il est l'un des grands marchés à ciel ouvert de Douala.

## Présentation

### Histoire
Le marché de New-Deïdo est inauguré le 15 septembre 1975,.
Le nom du marché vient du quartier New-Deïdo dans lequel il se trouve. C'est un marché construit, avec une partie en plein air, dont les étals, comptoirs et boutiques ont été réalisés et restent la propriété des vendeurs. L'espace qu'occupe le marché est détenu et géré par la ville.
Il a connu plusieurs incendies.
En 2018, le marché connait d'importants travaux de curage et de rénovation,.

### Localisation et infrastructures
Le marché se situe dans un quartier résidentiel et populaire de Douala. Le marché, fortement fréquenté, est réputé insalubre et les vendeurs occupent la voie publique,,.
Il est bâti sur 2,6 ha.

Images de marchés à Douala.
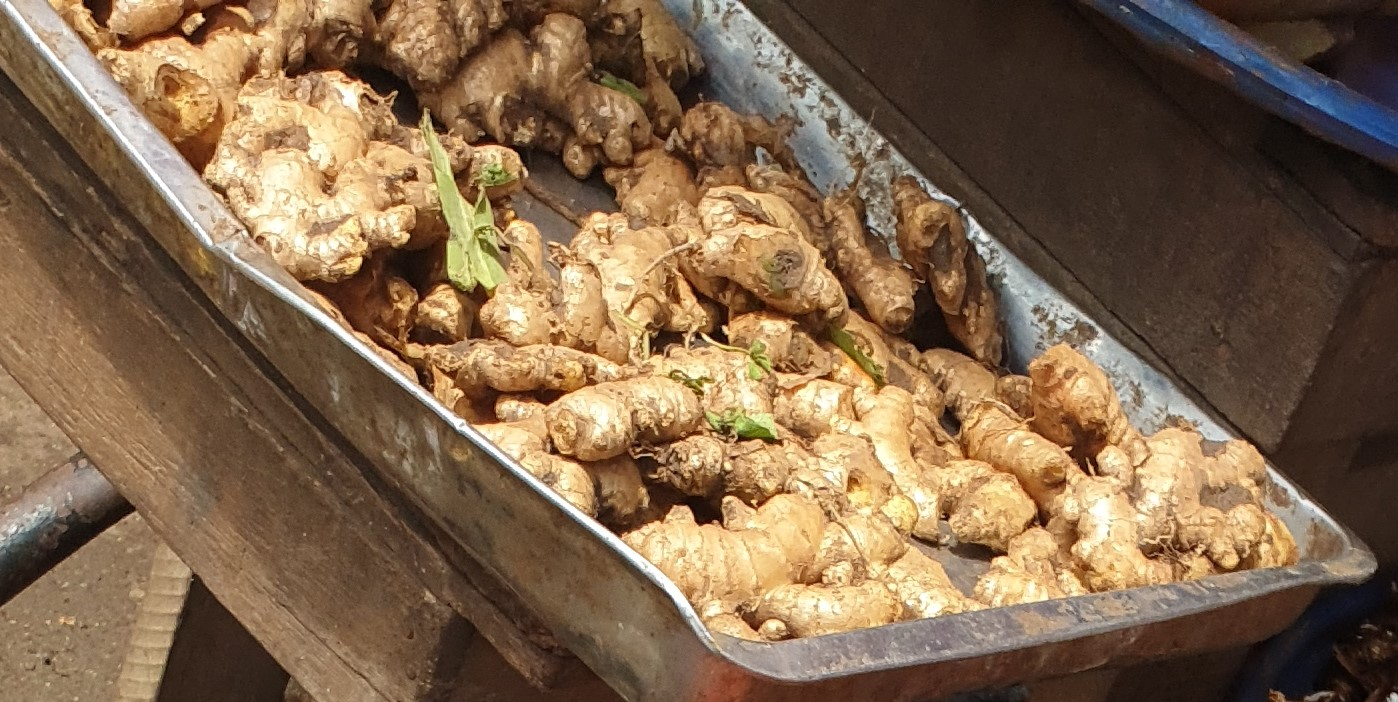
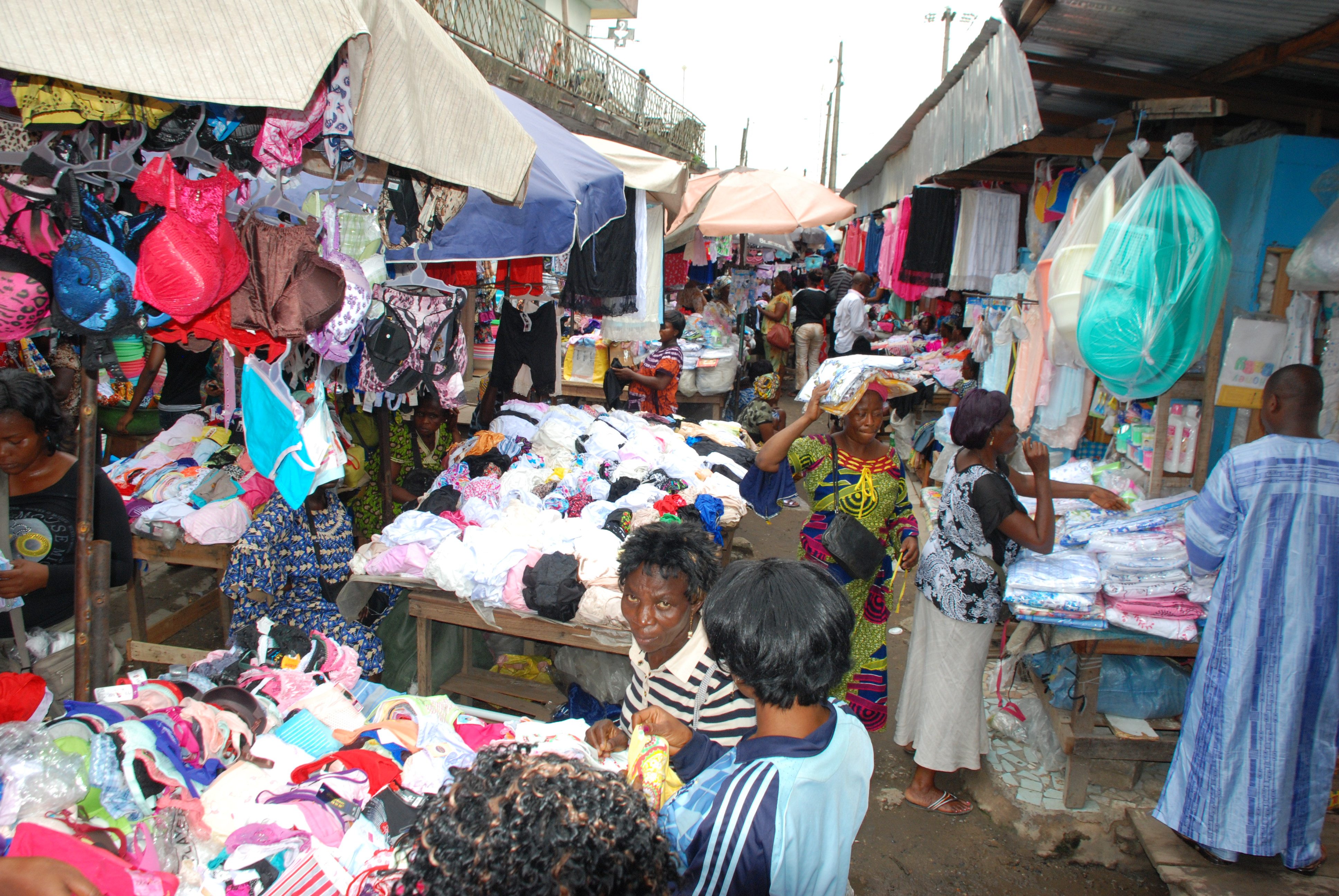
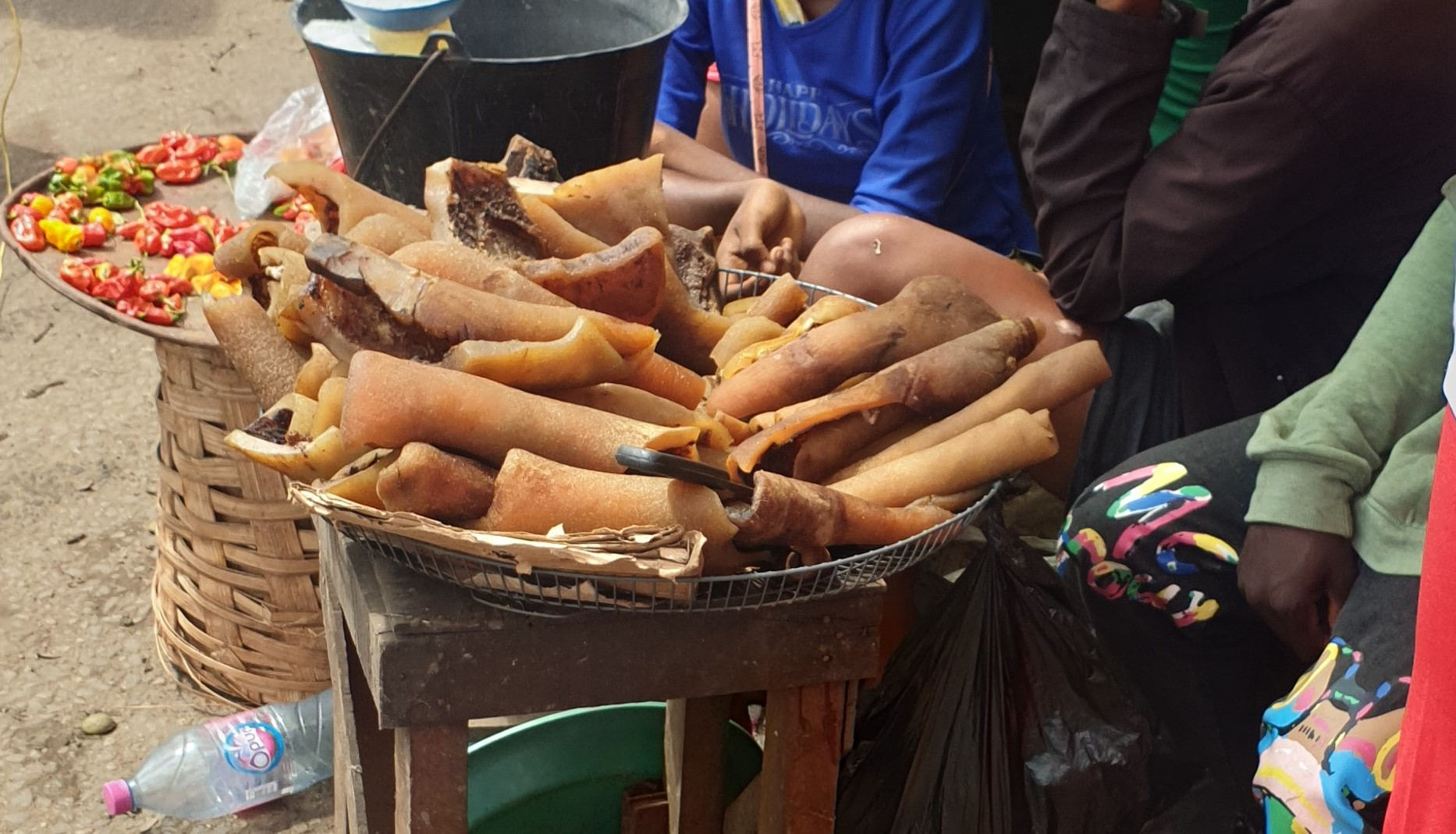
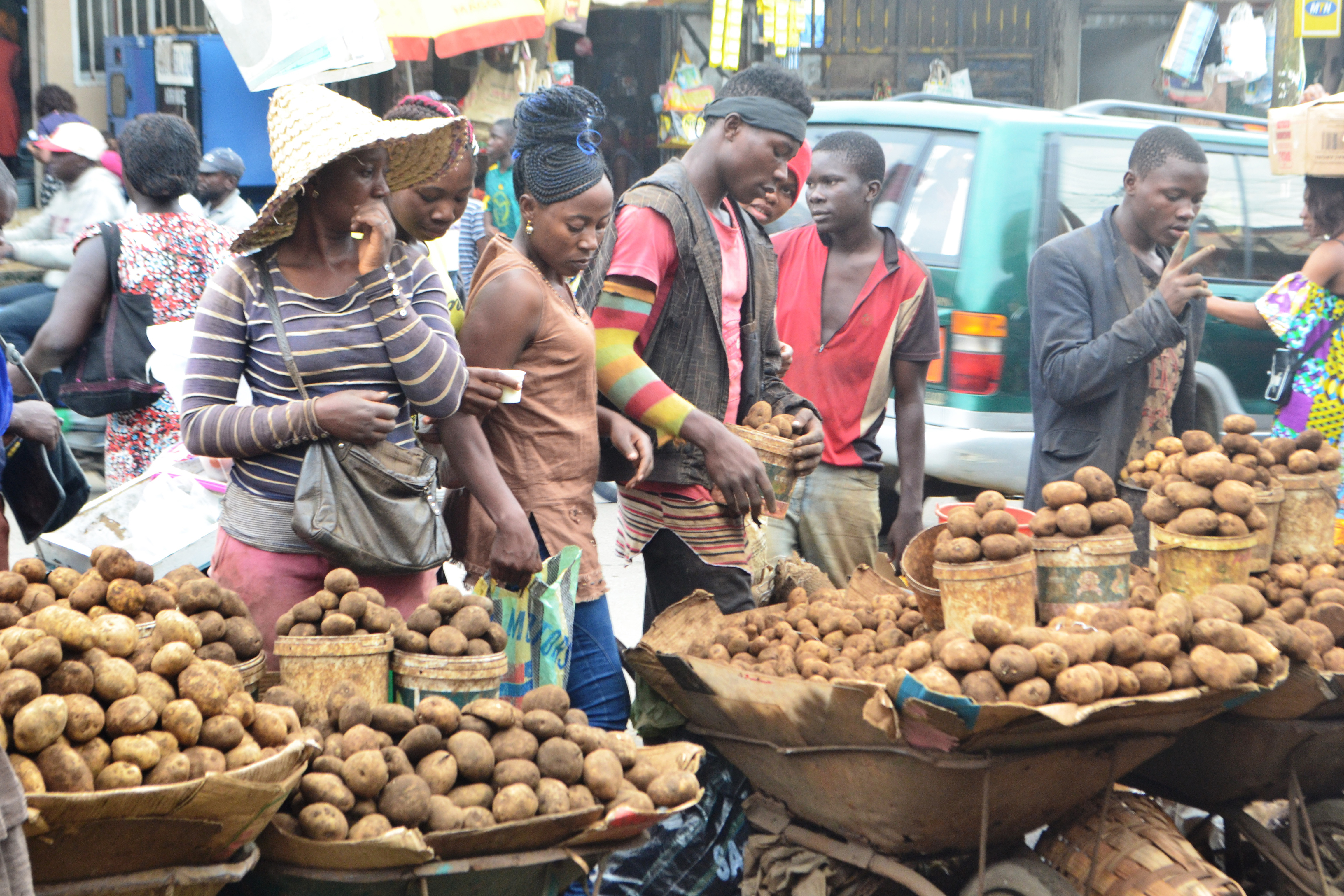
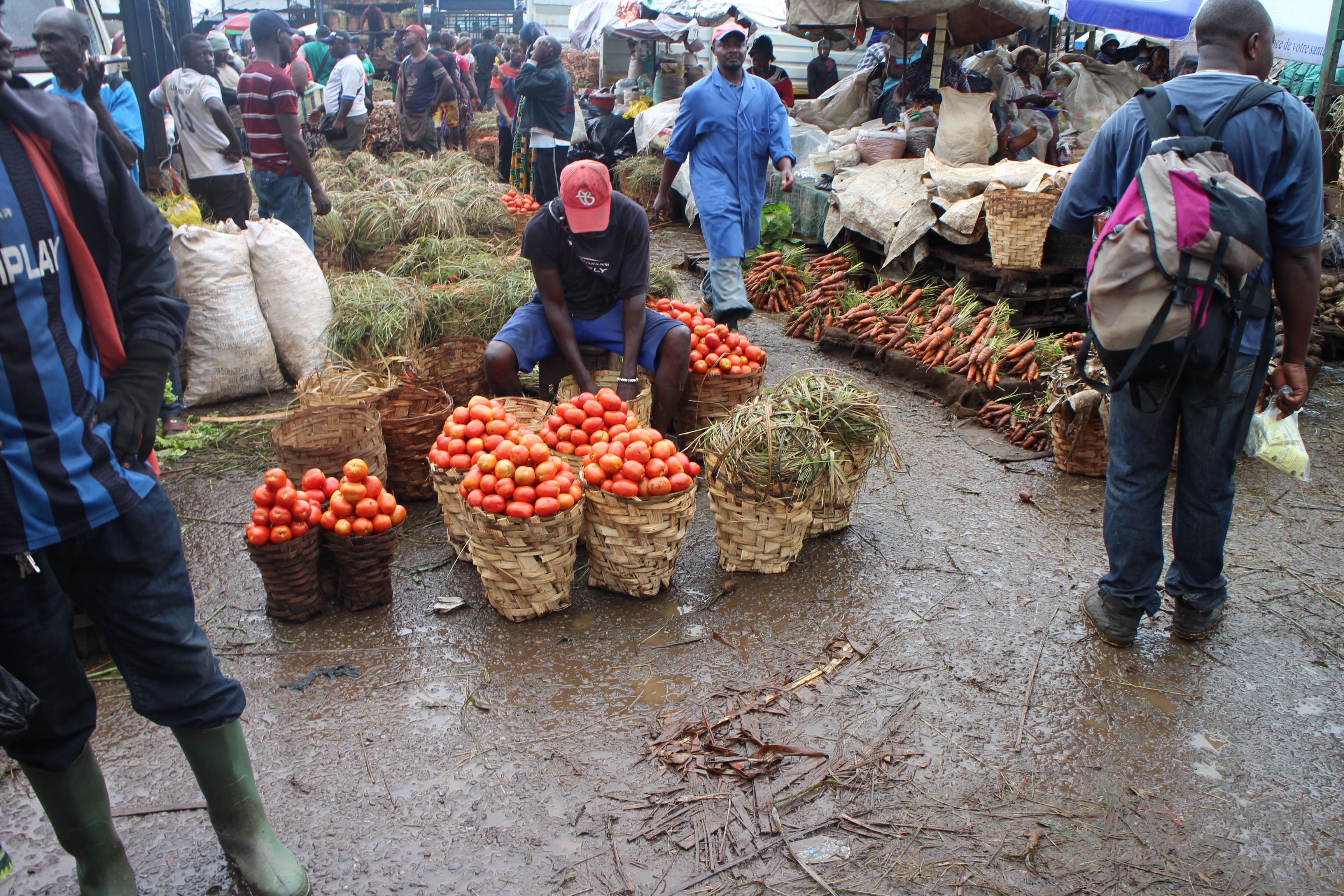
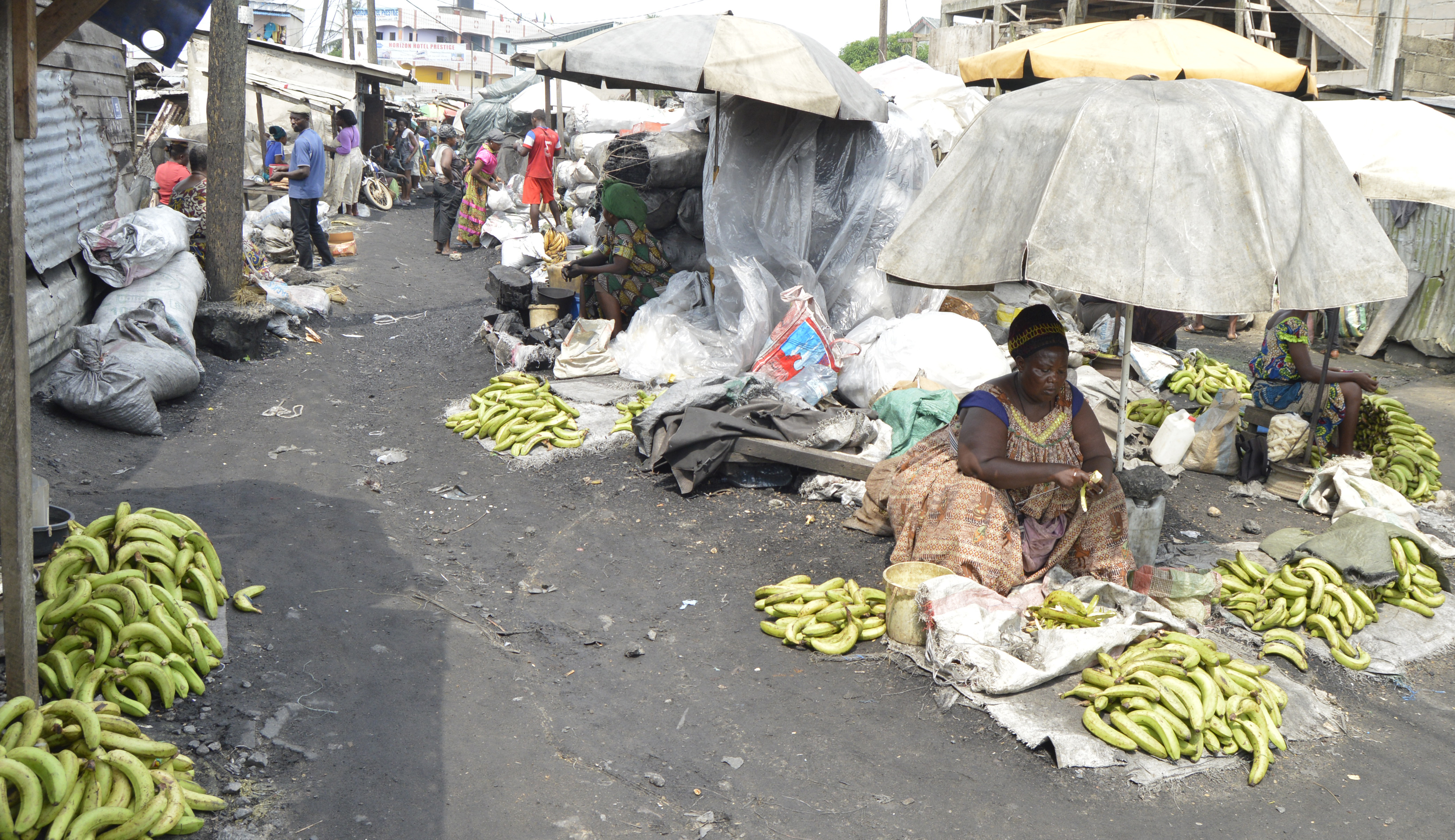
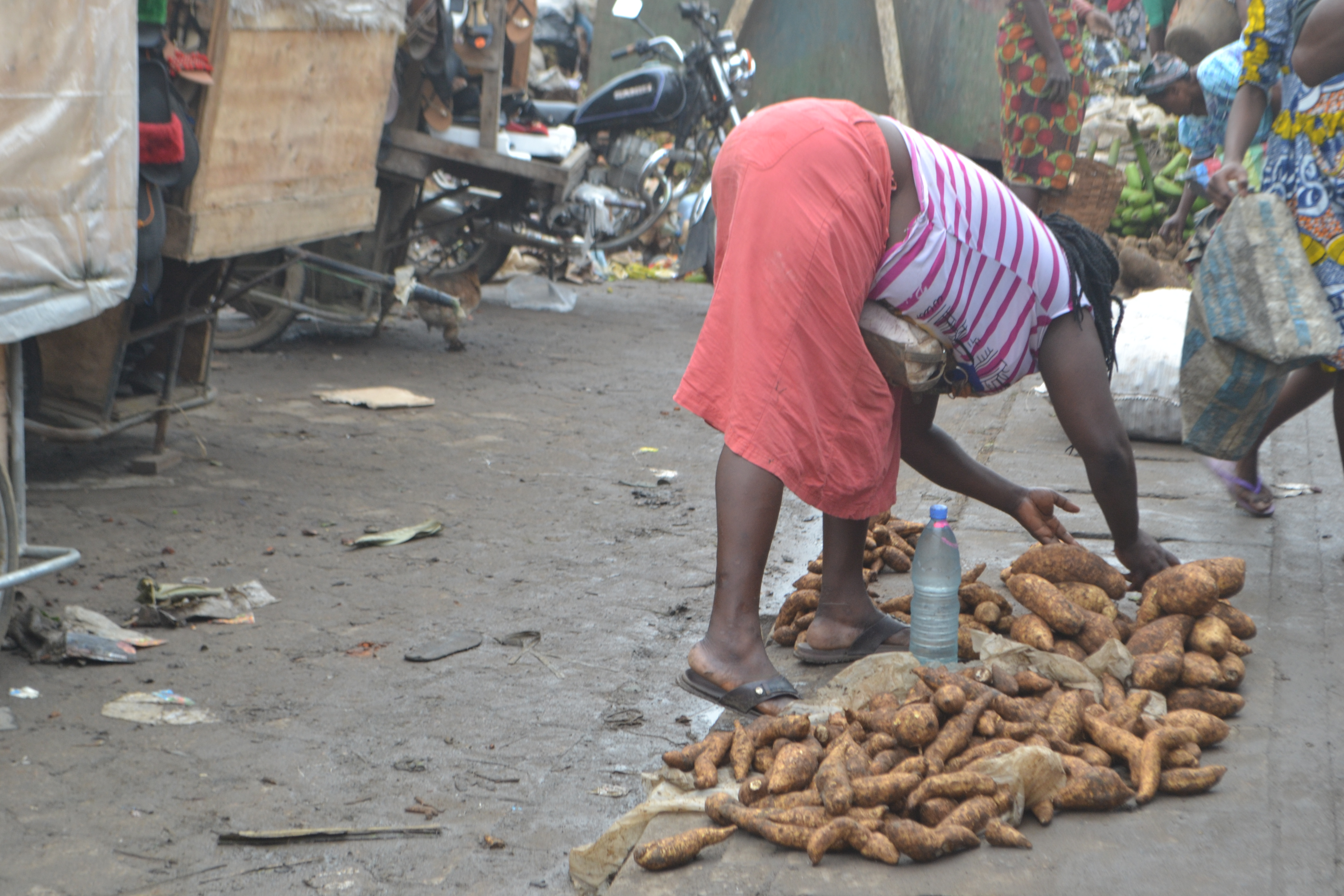
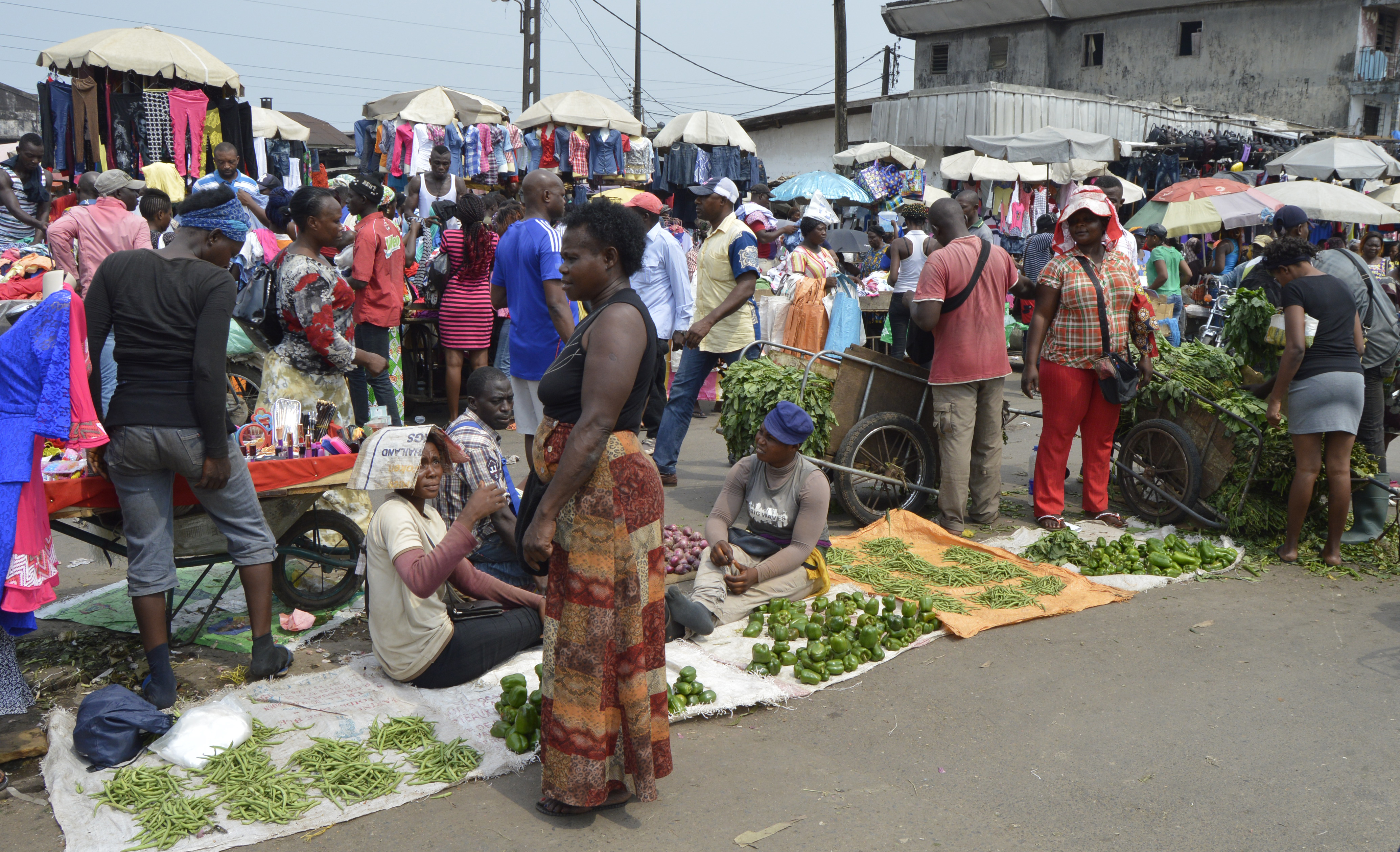
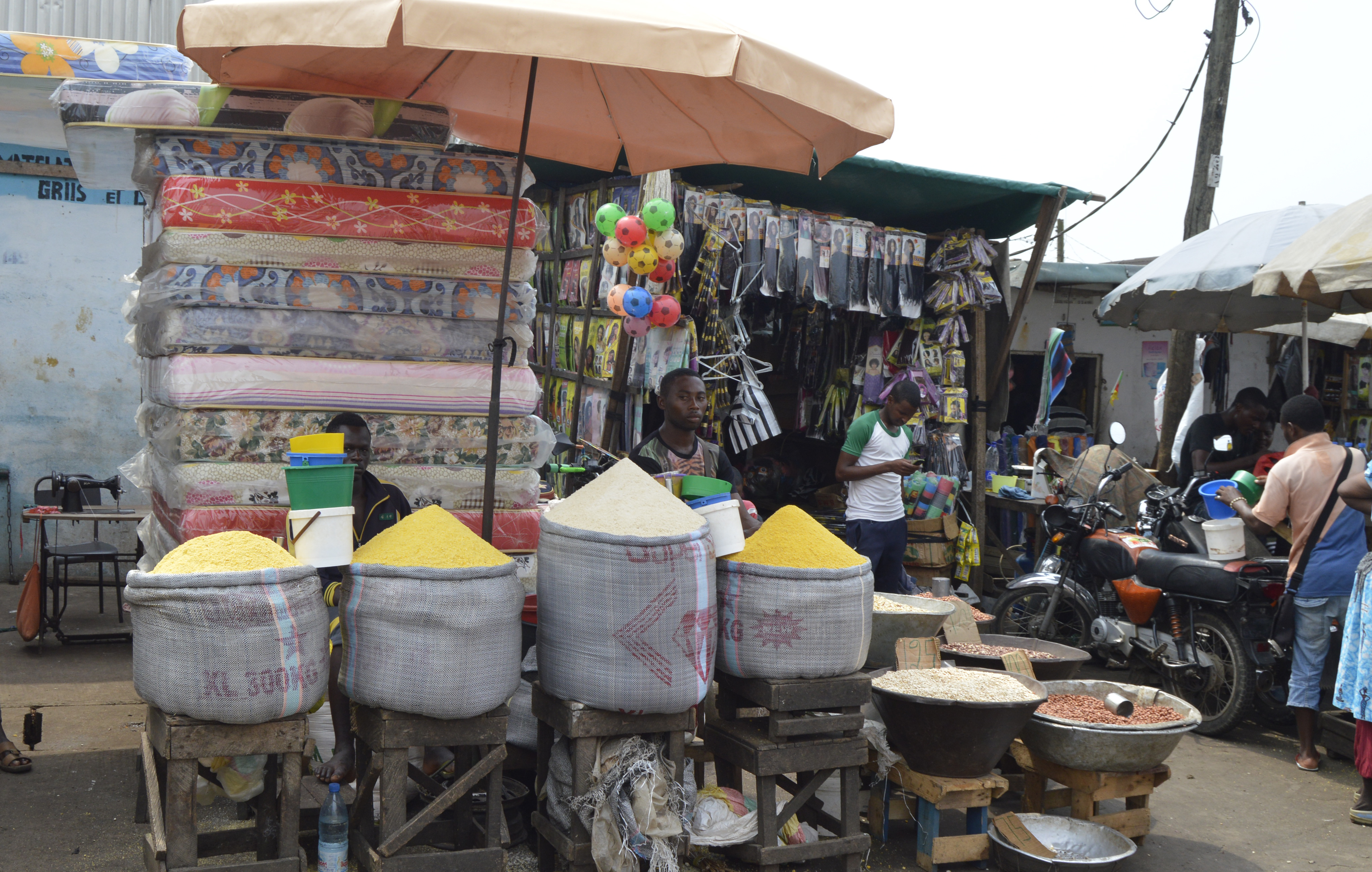
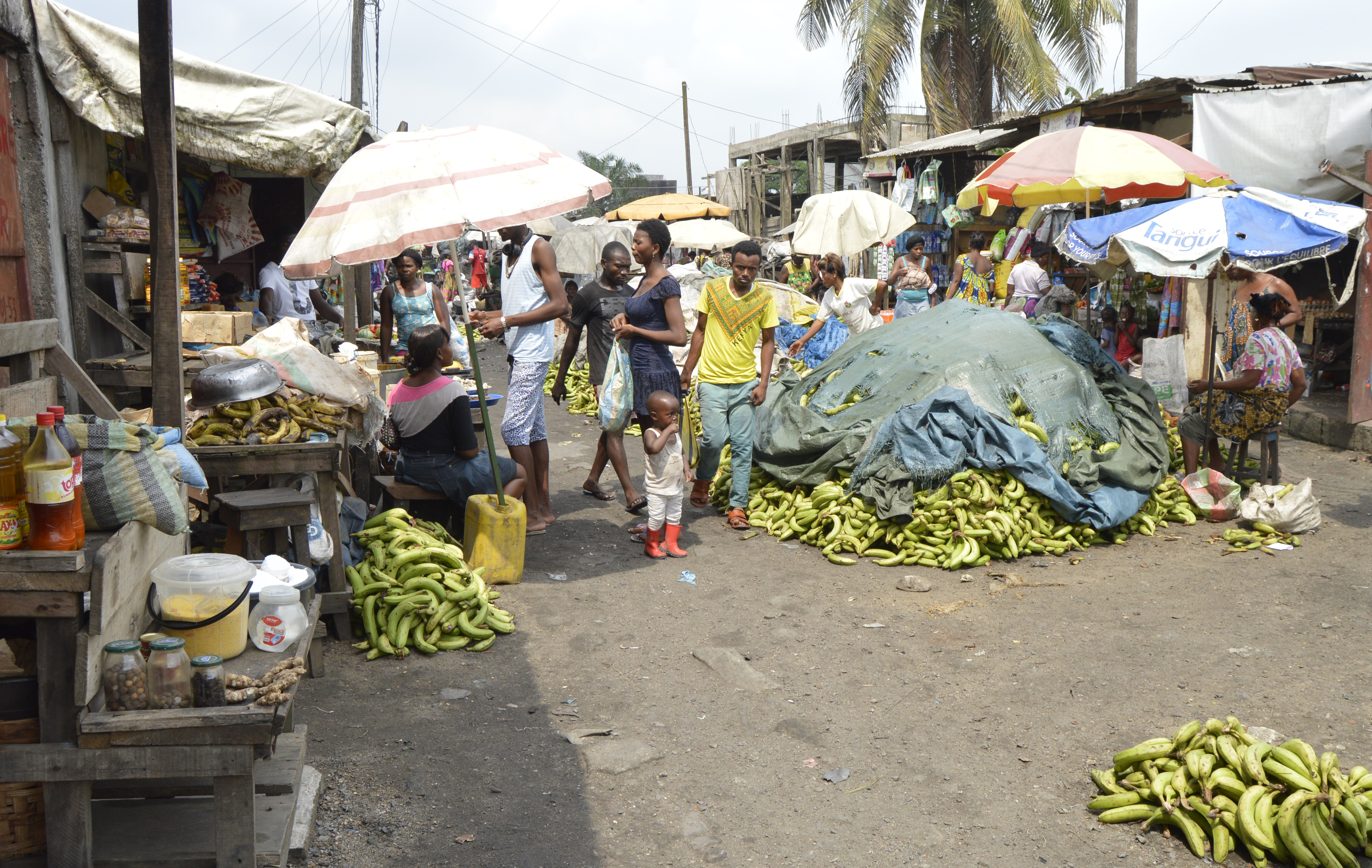
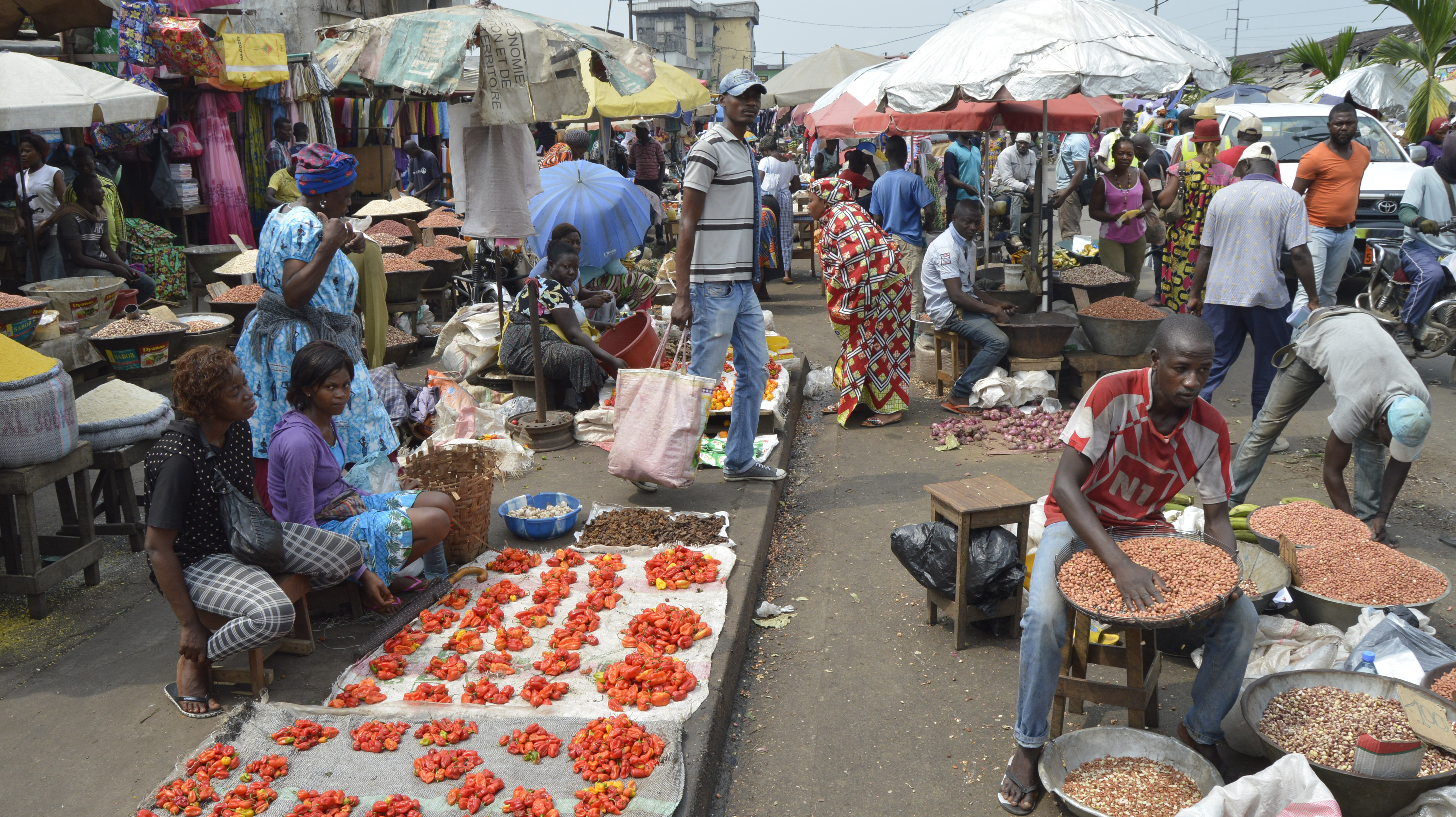
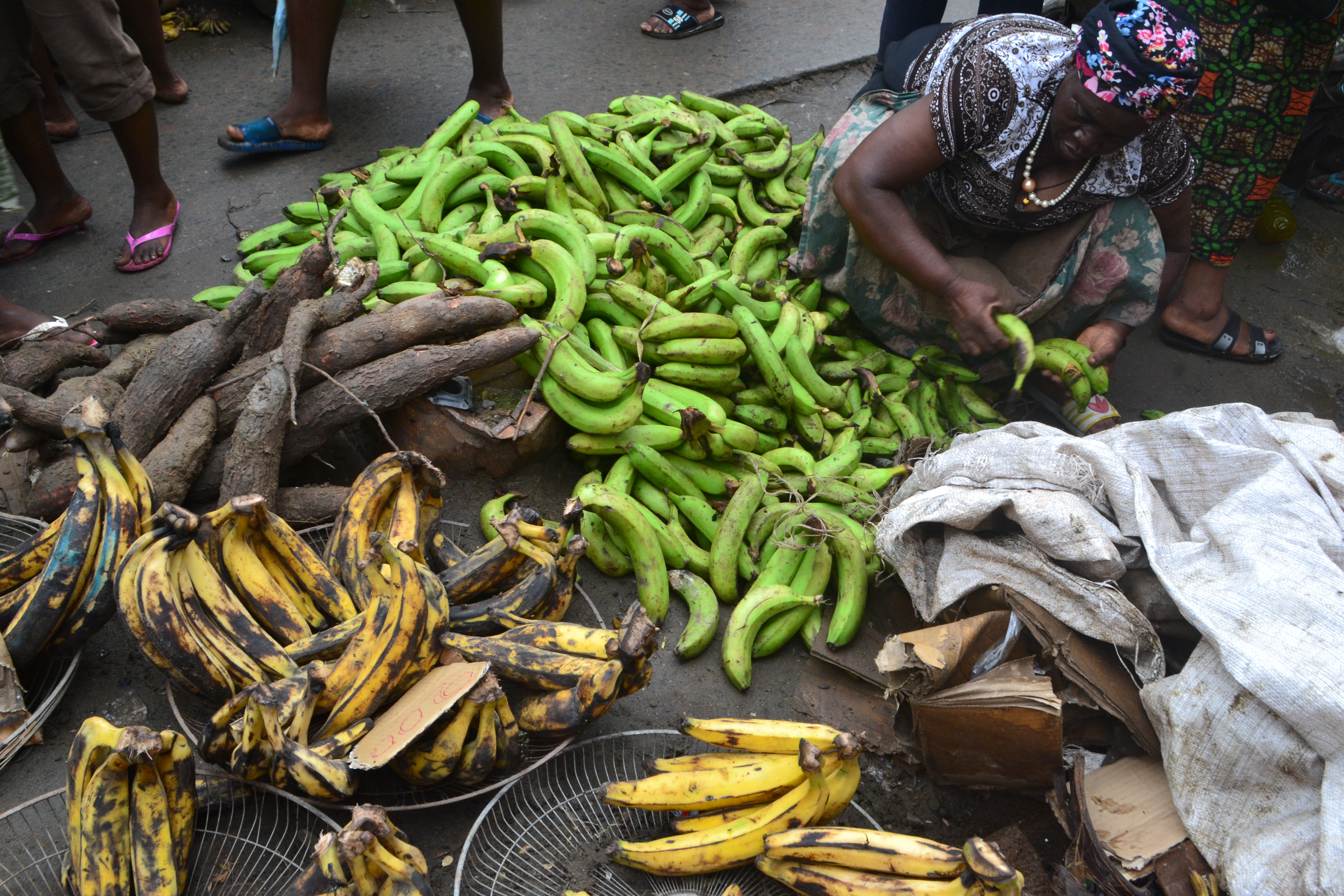
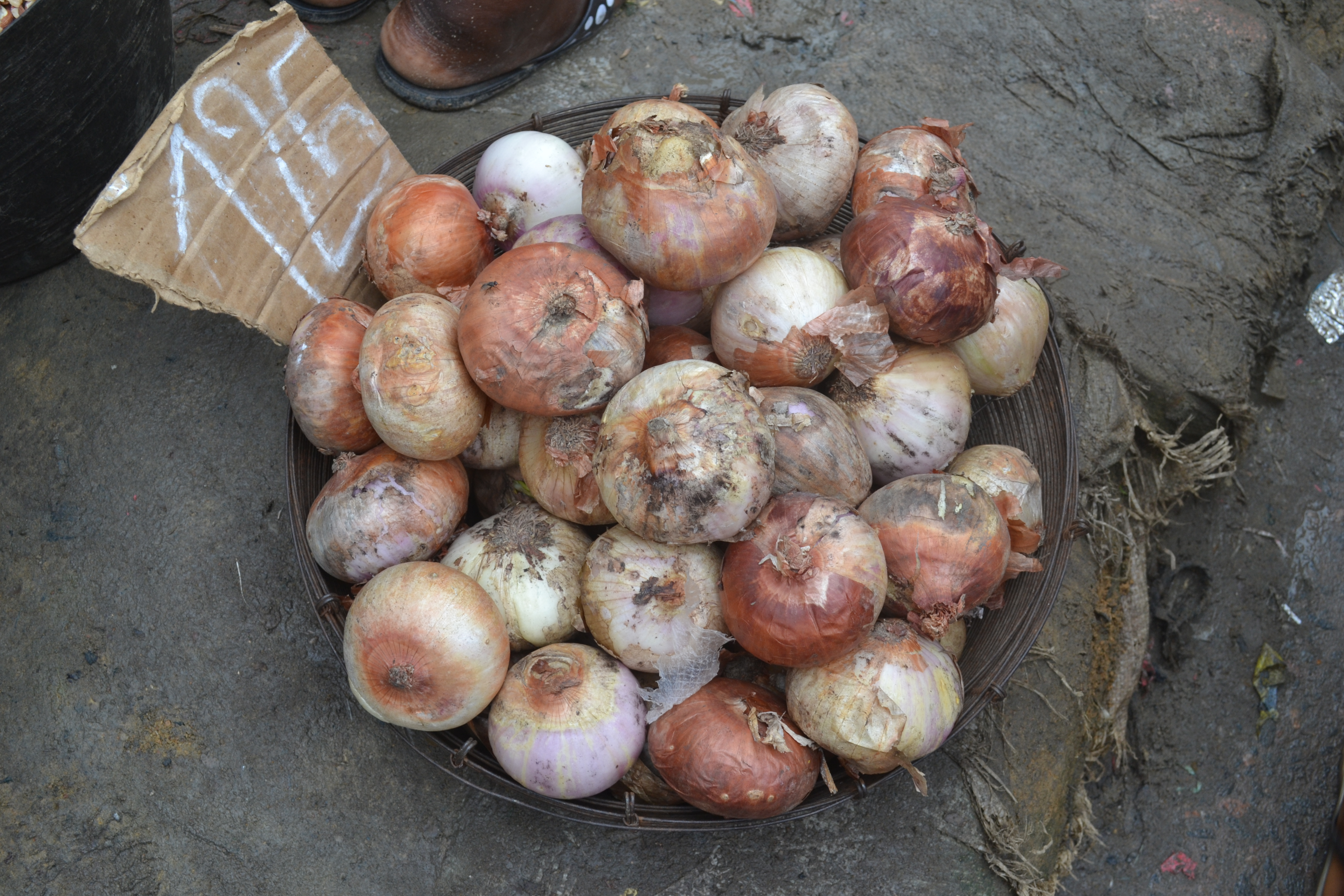
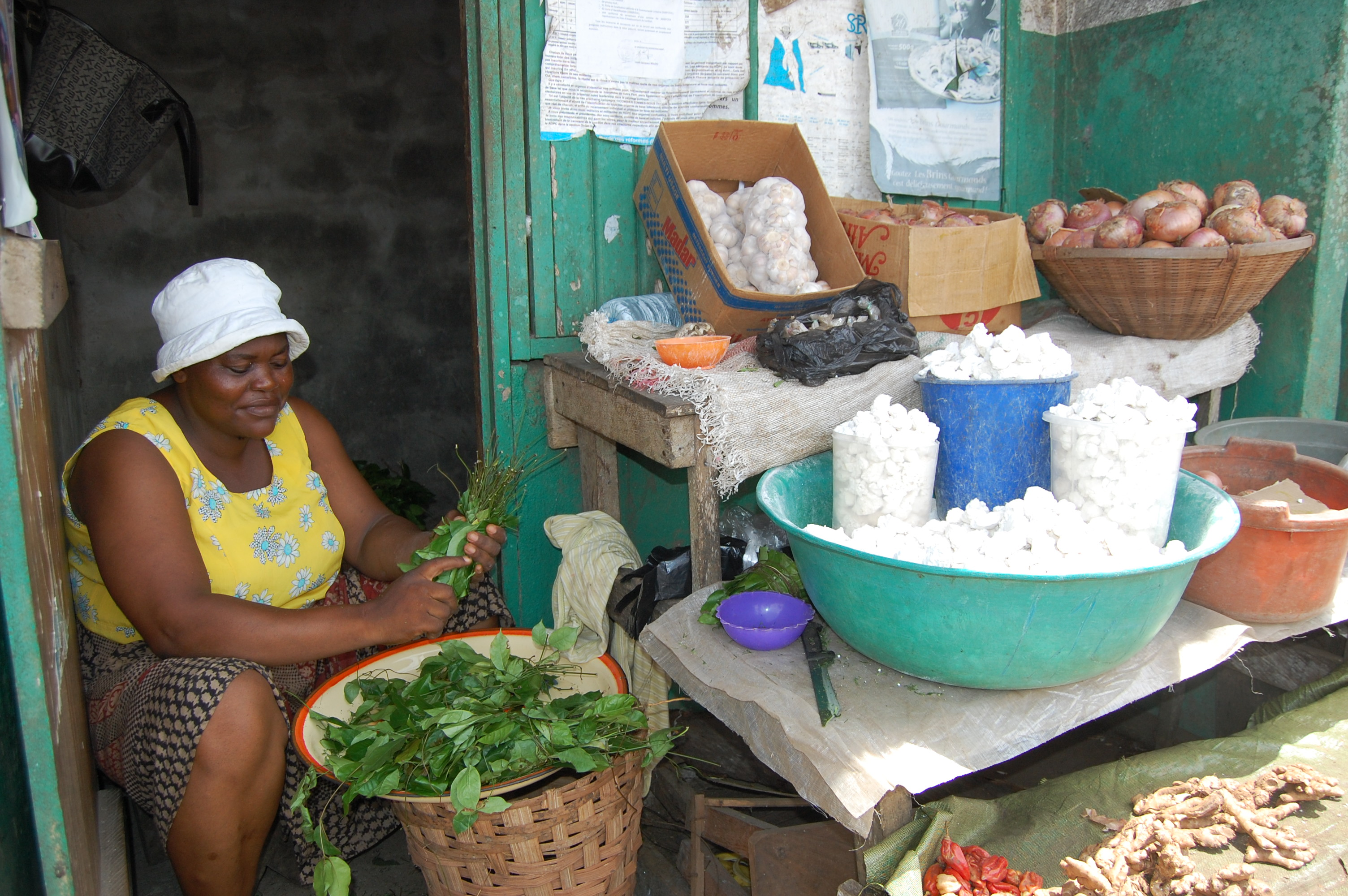
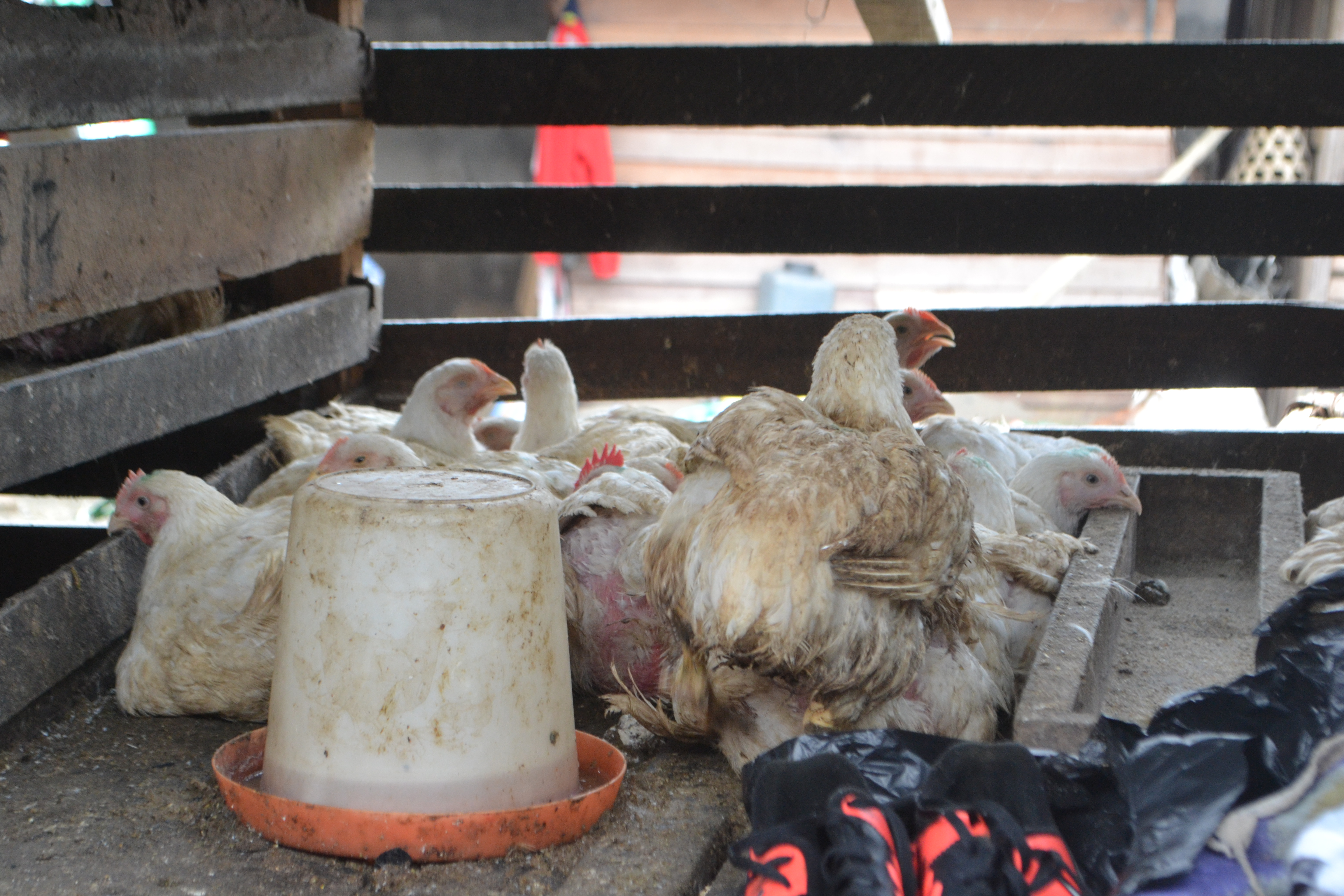
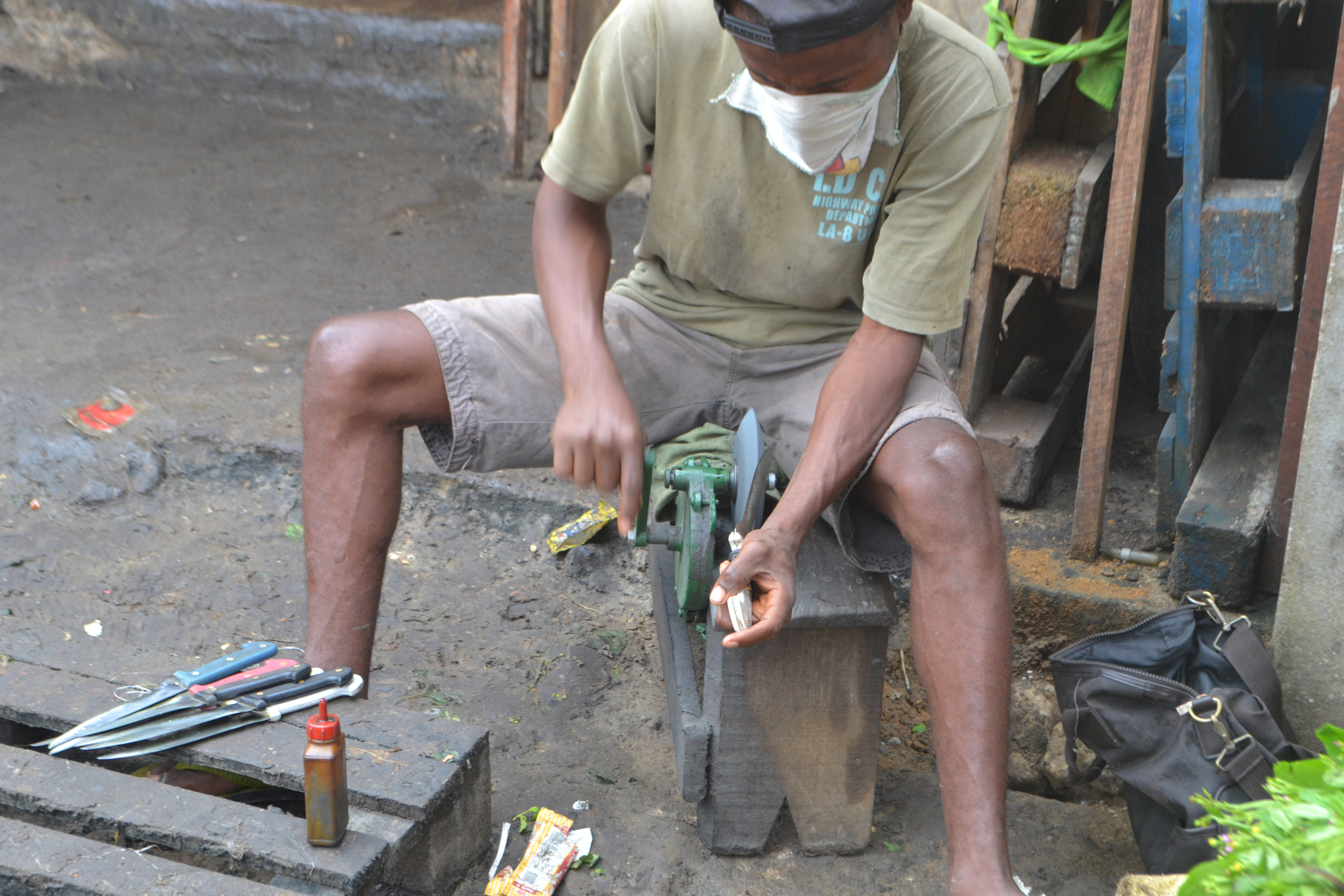
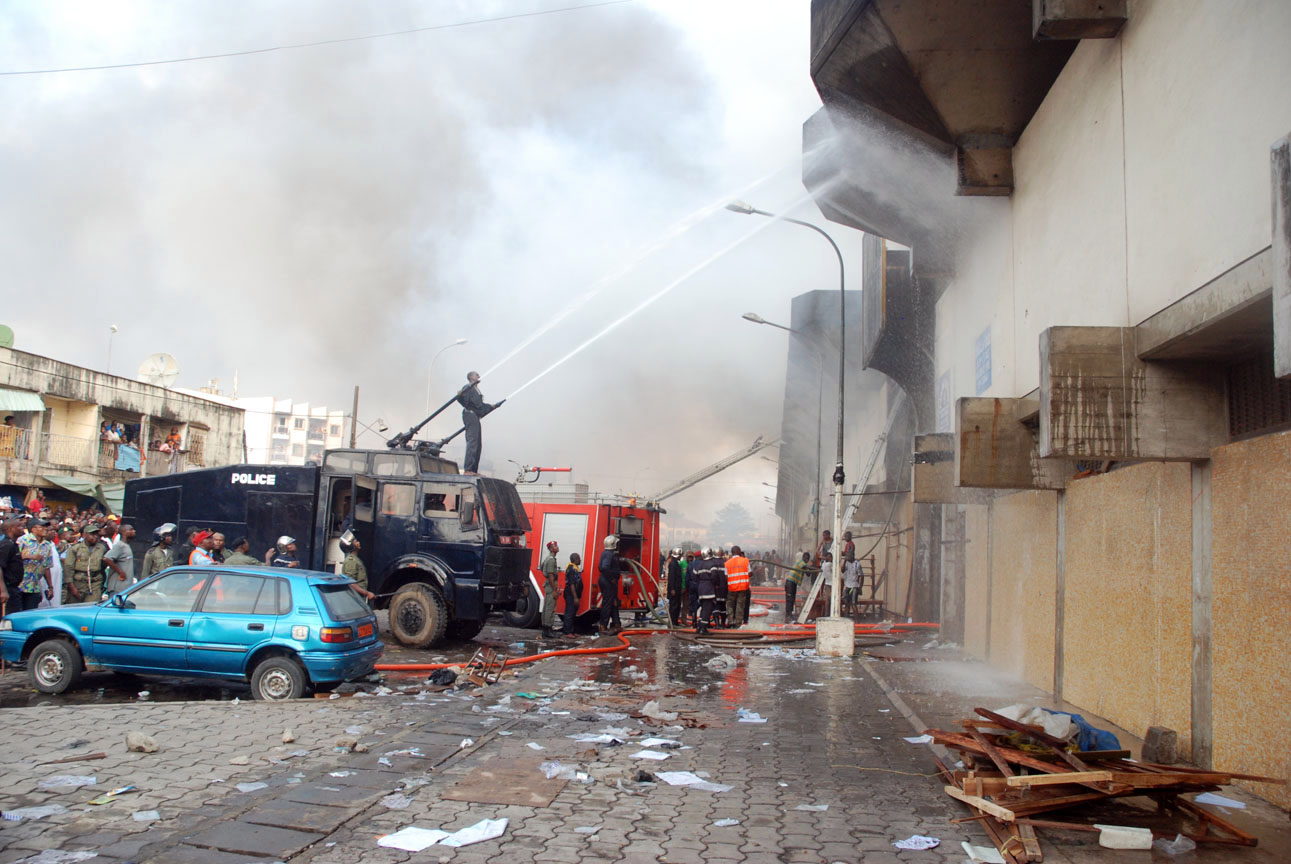
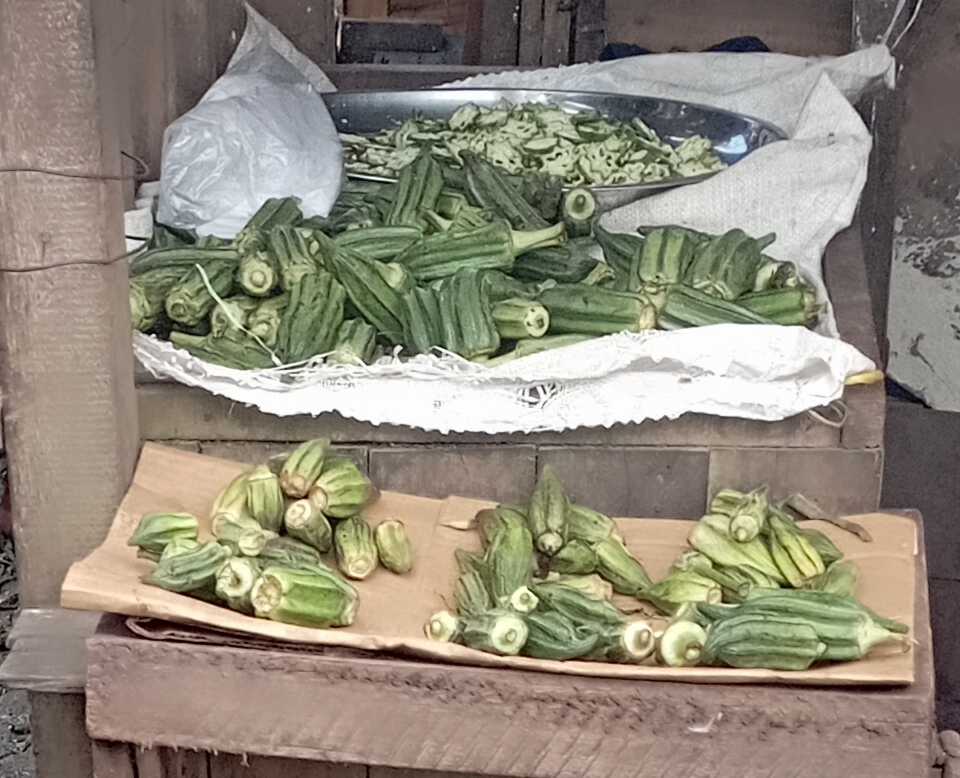
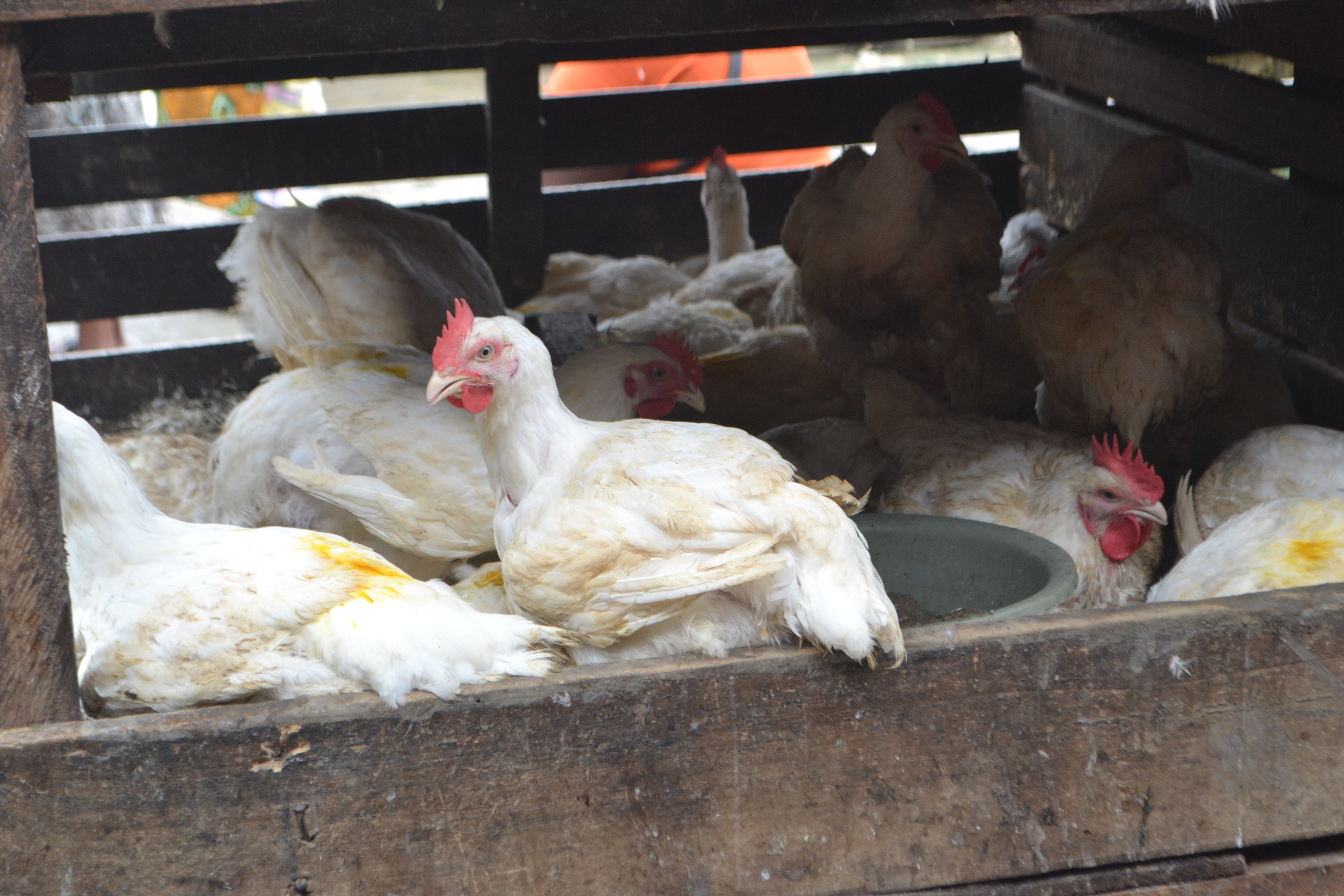
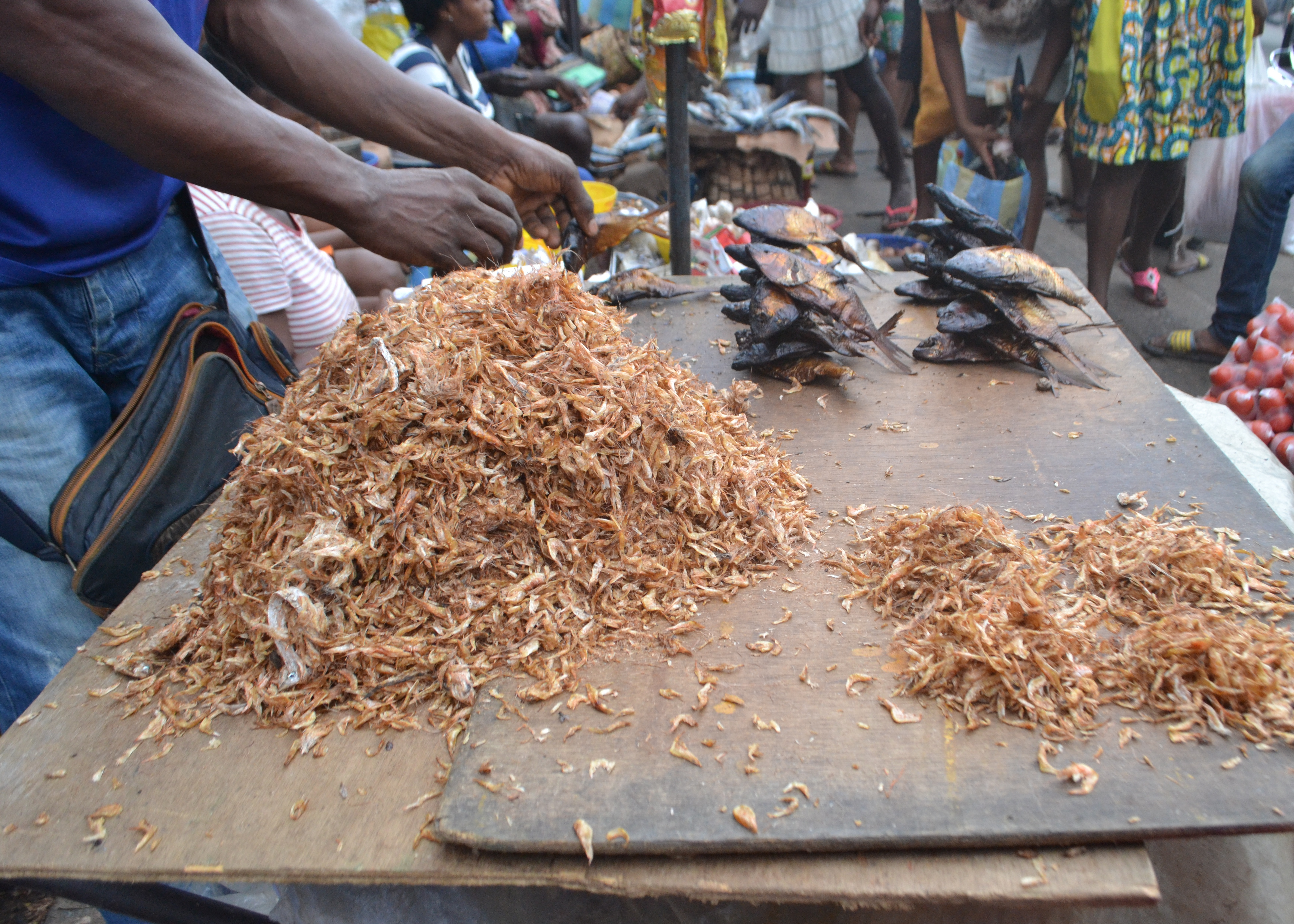
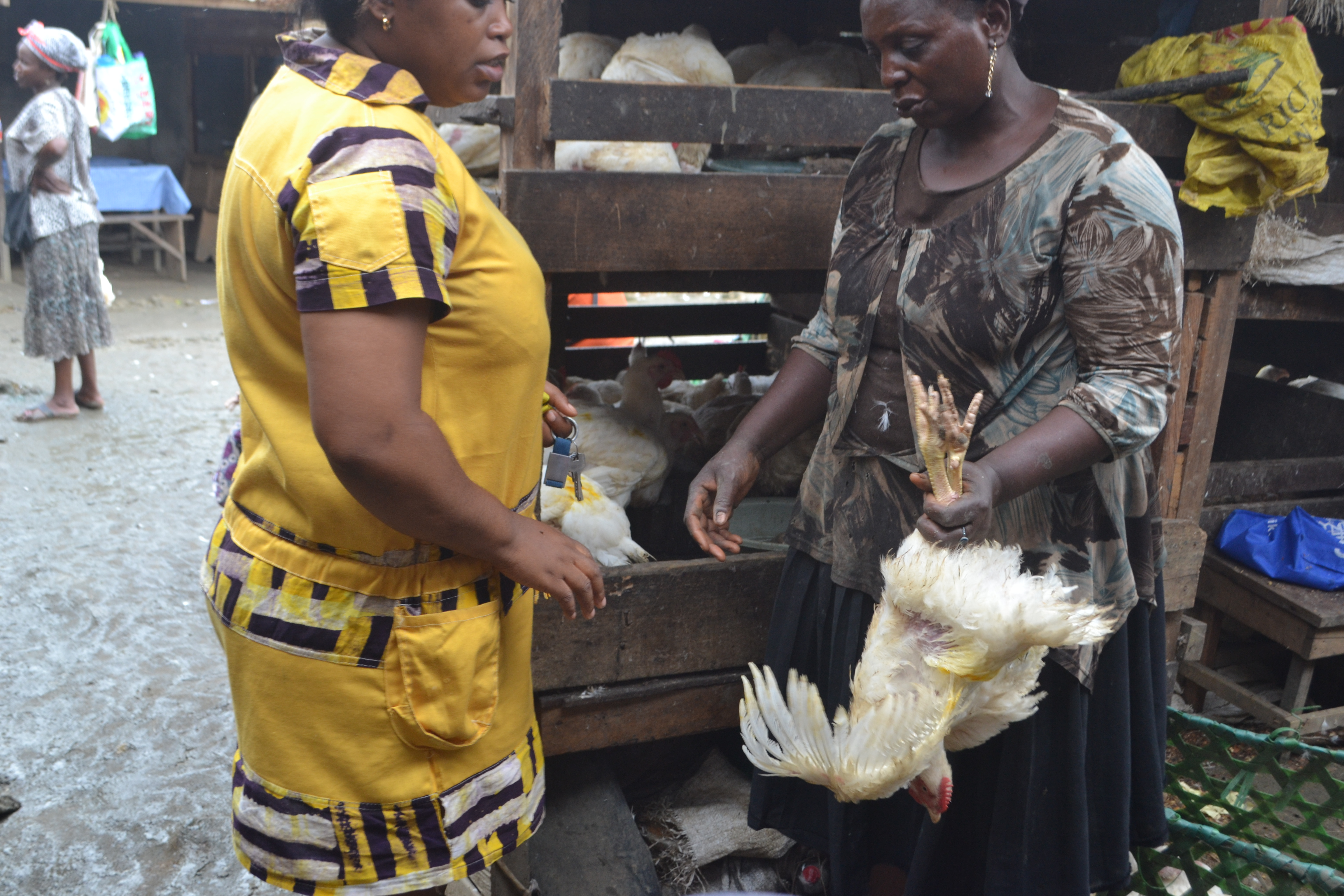
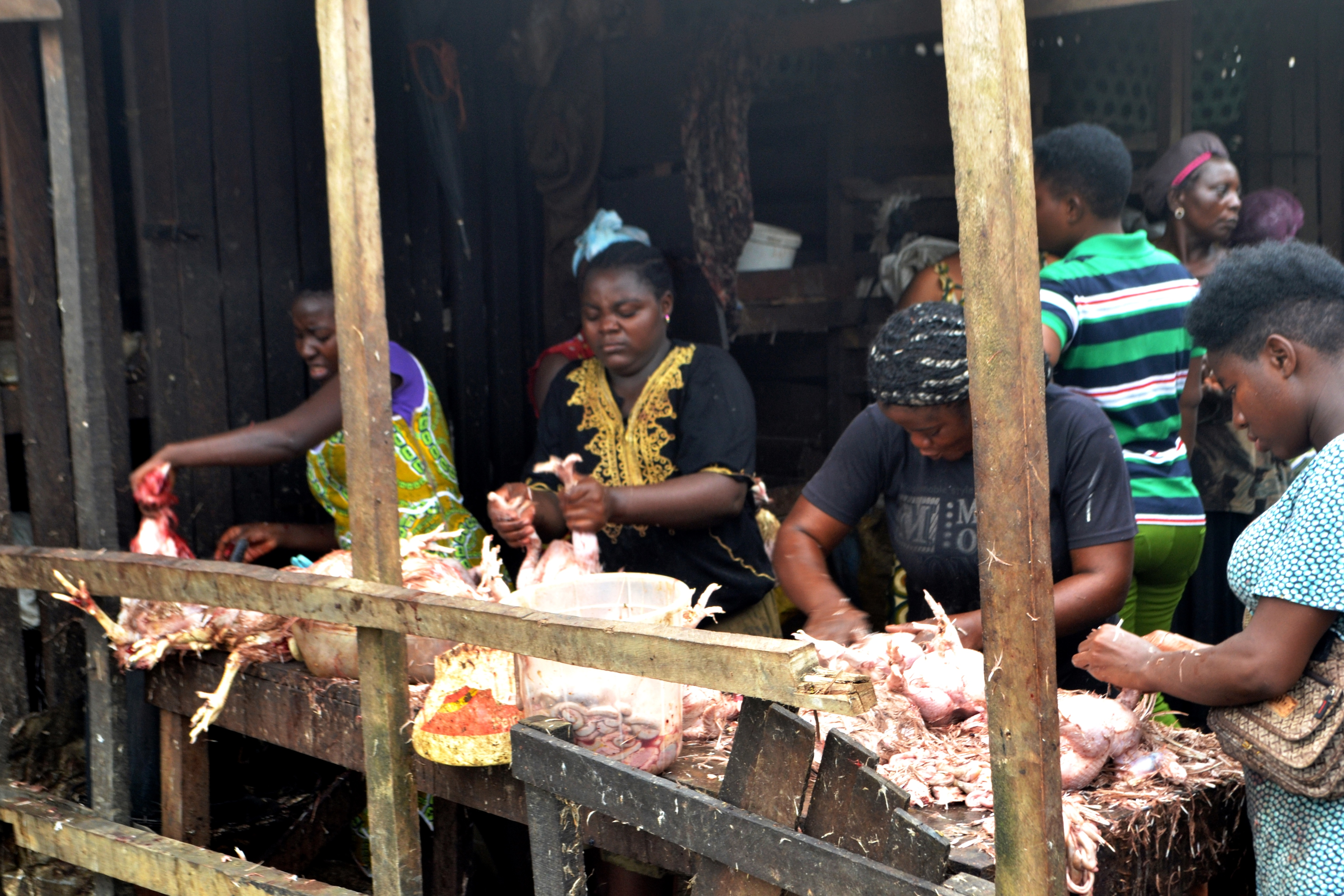
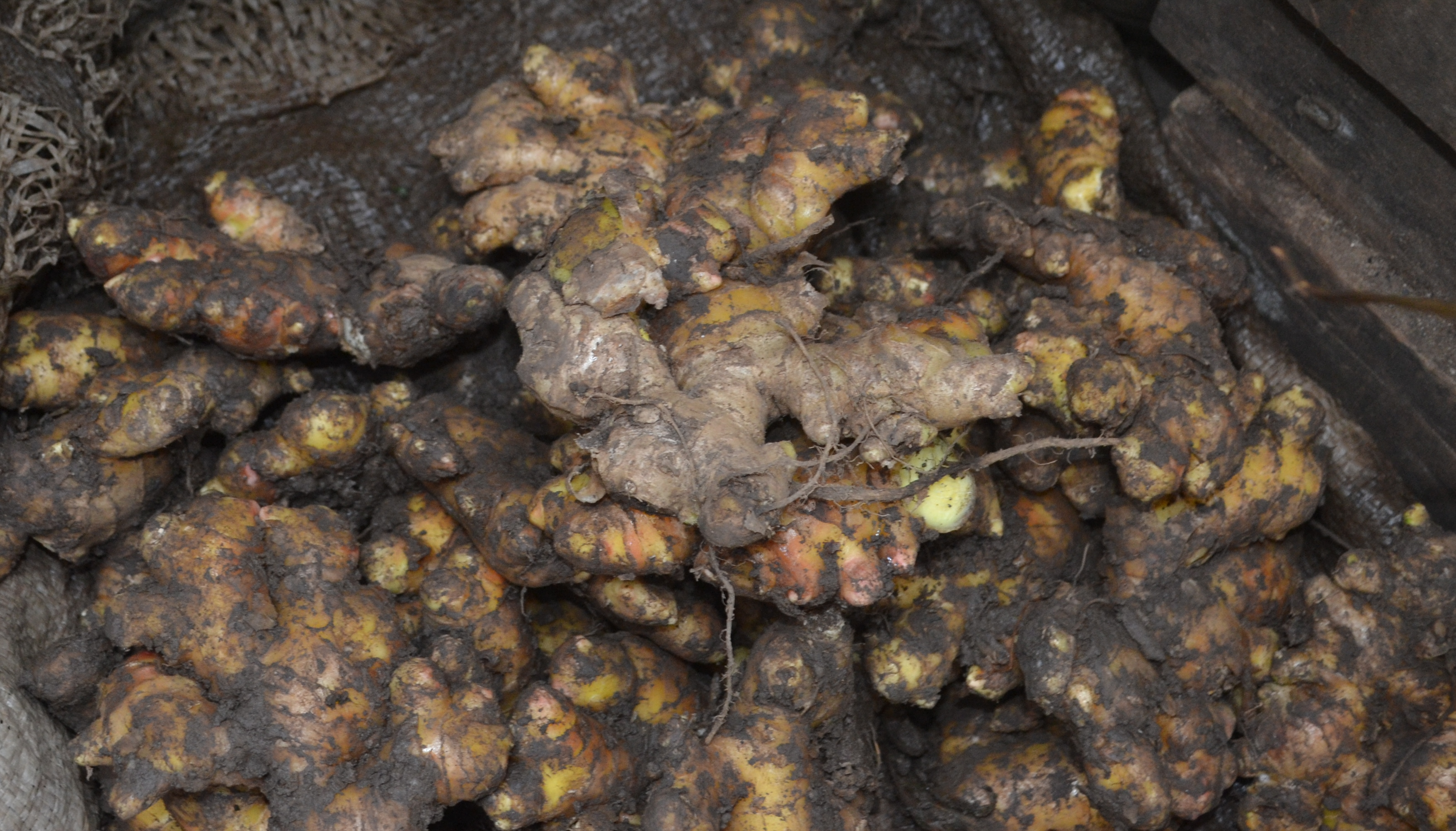
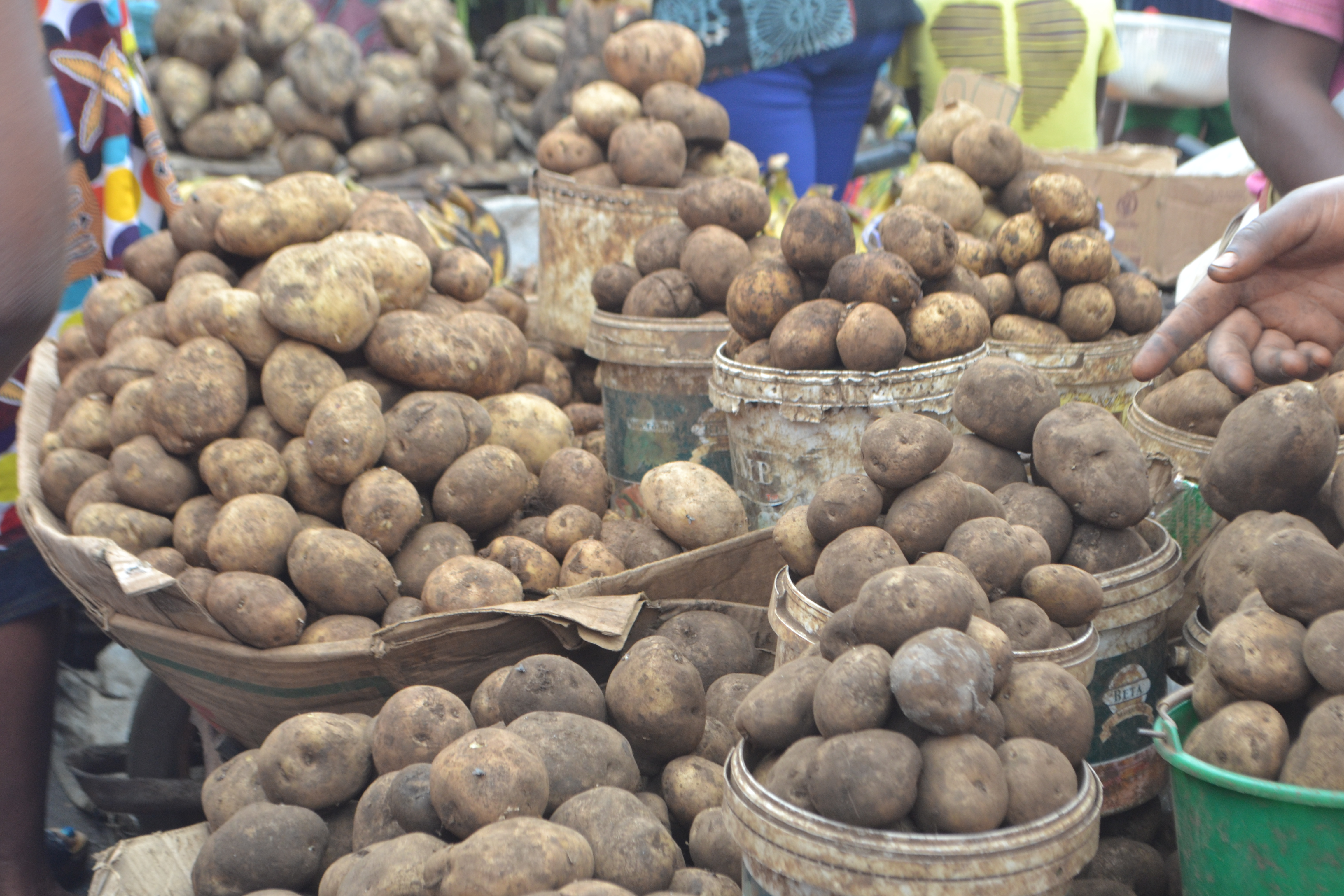
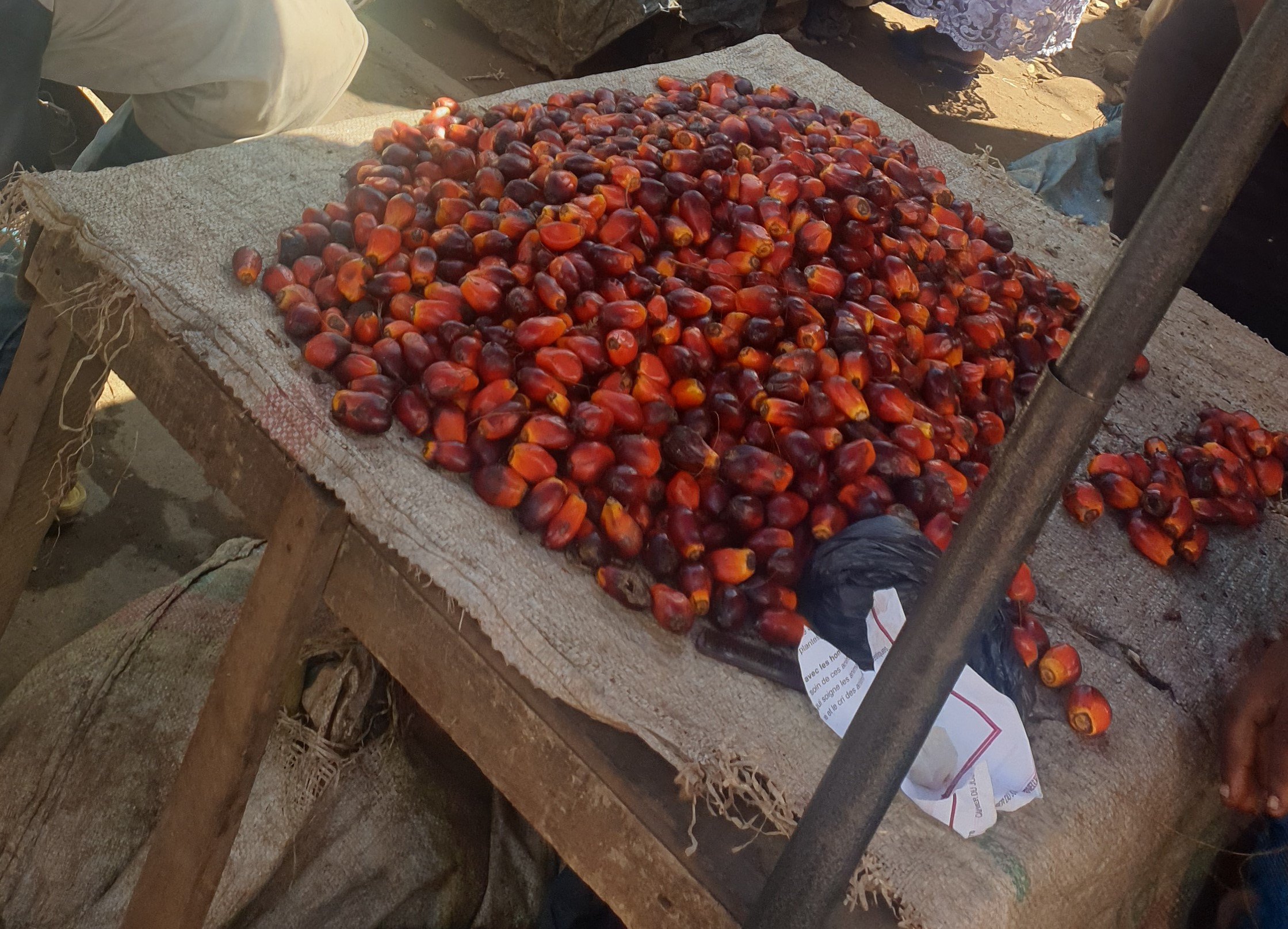
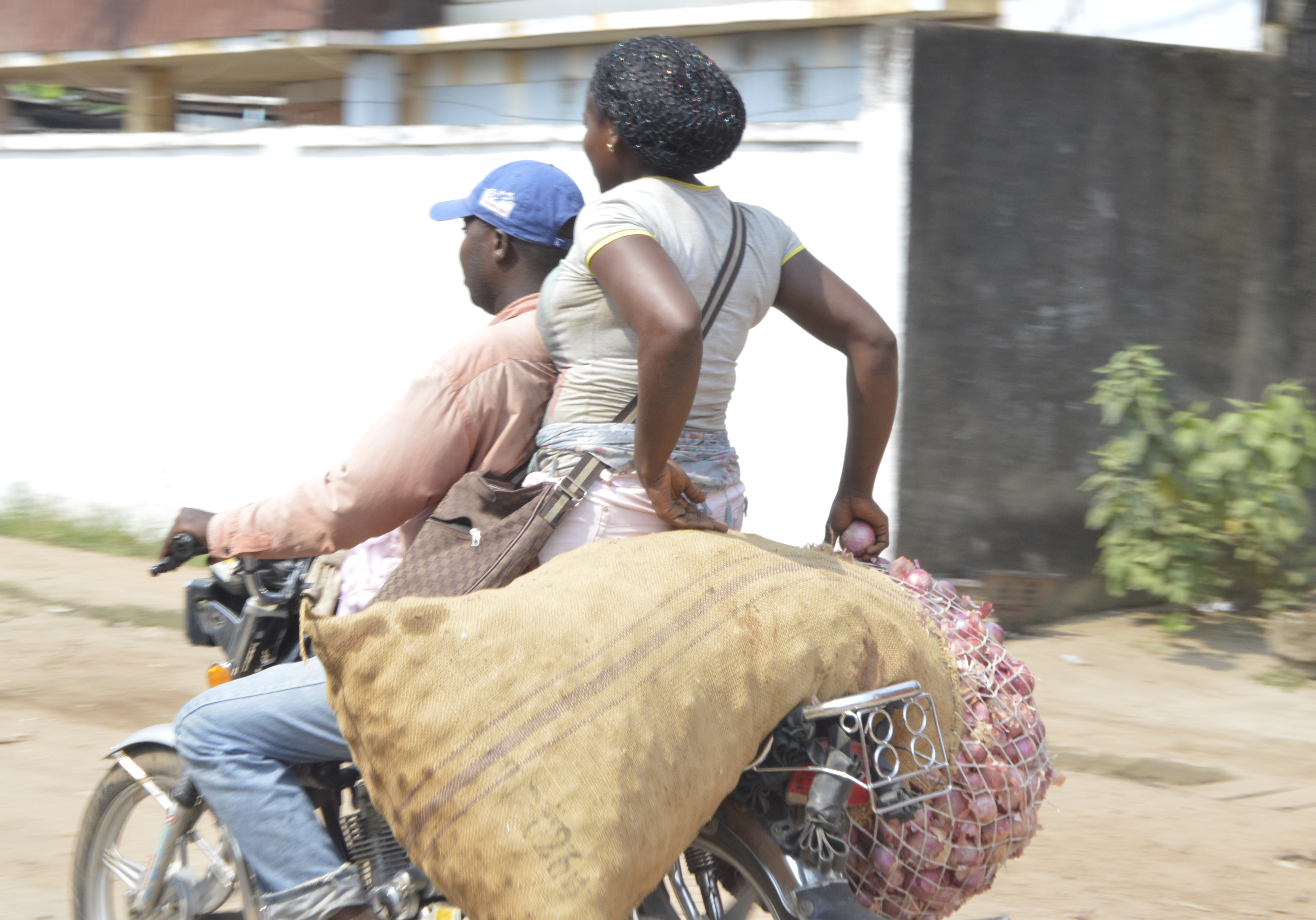
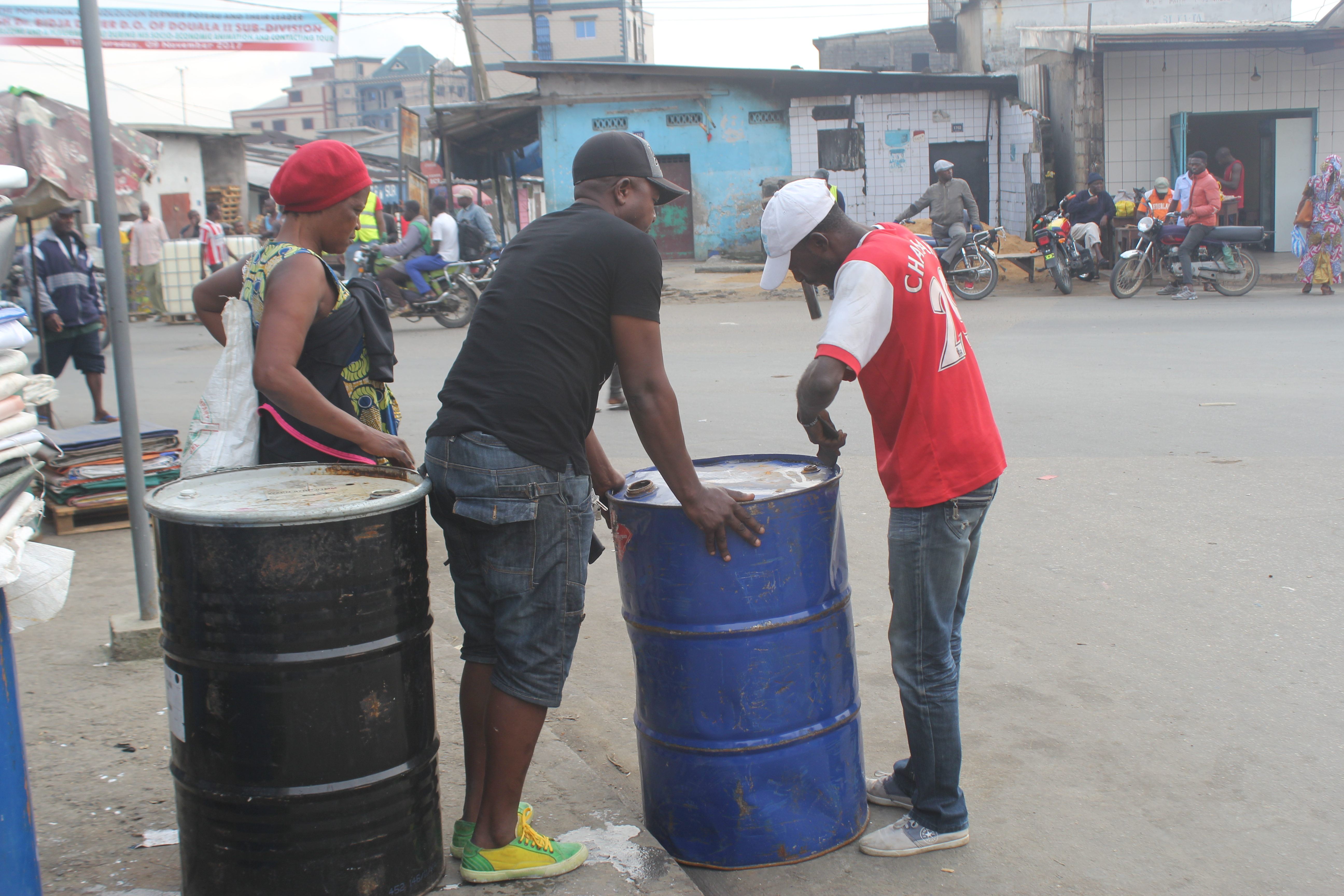
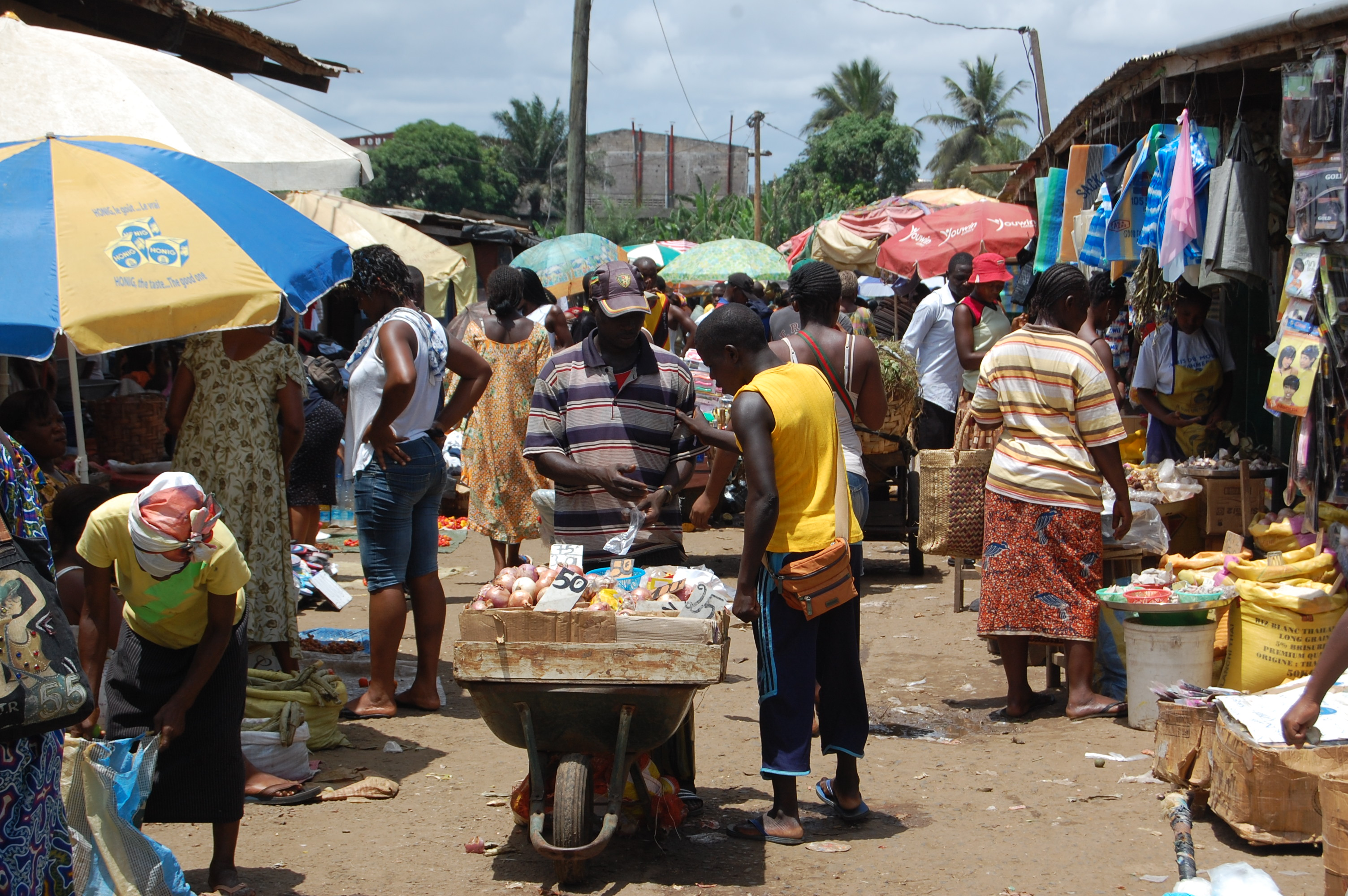
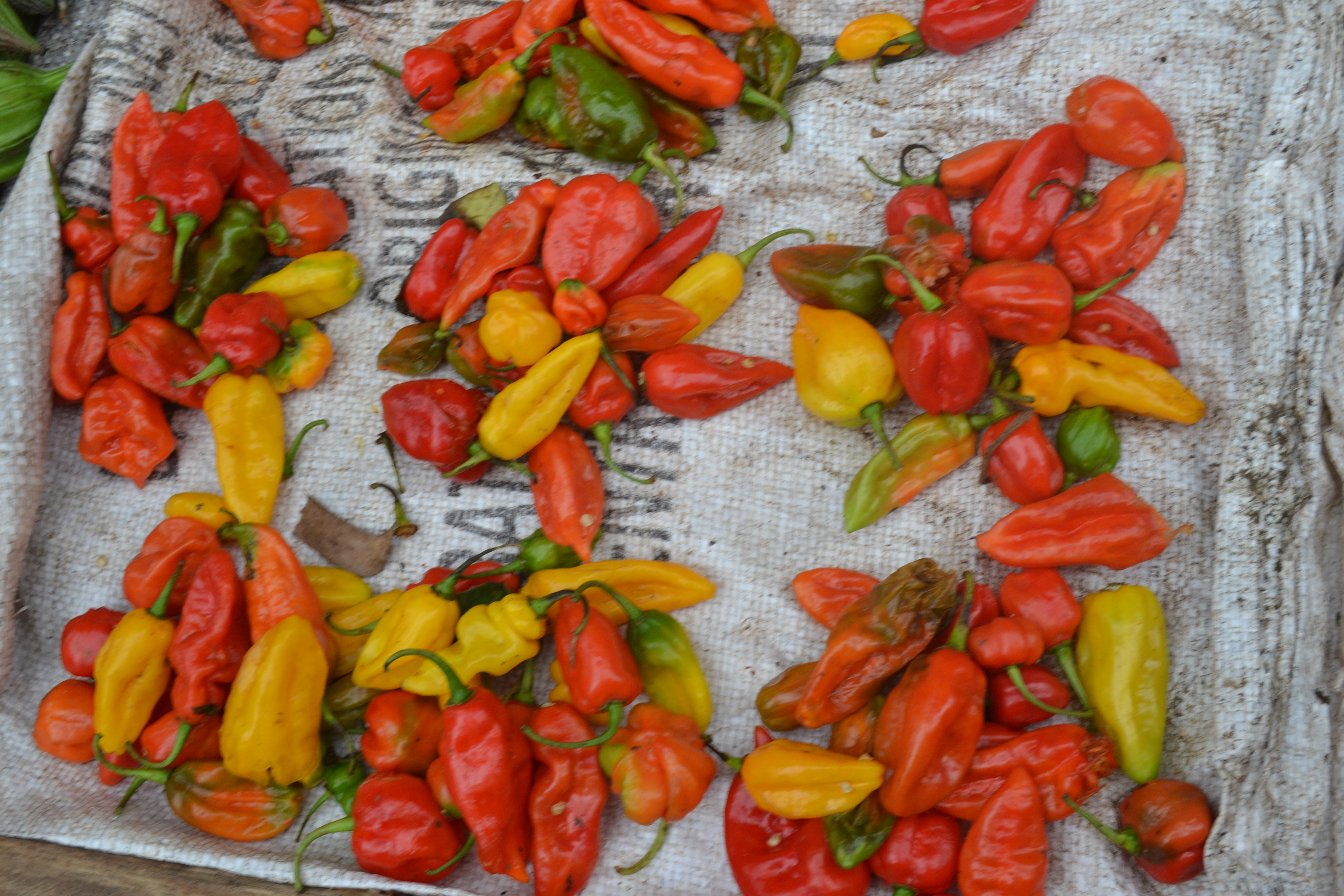
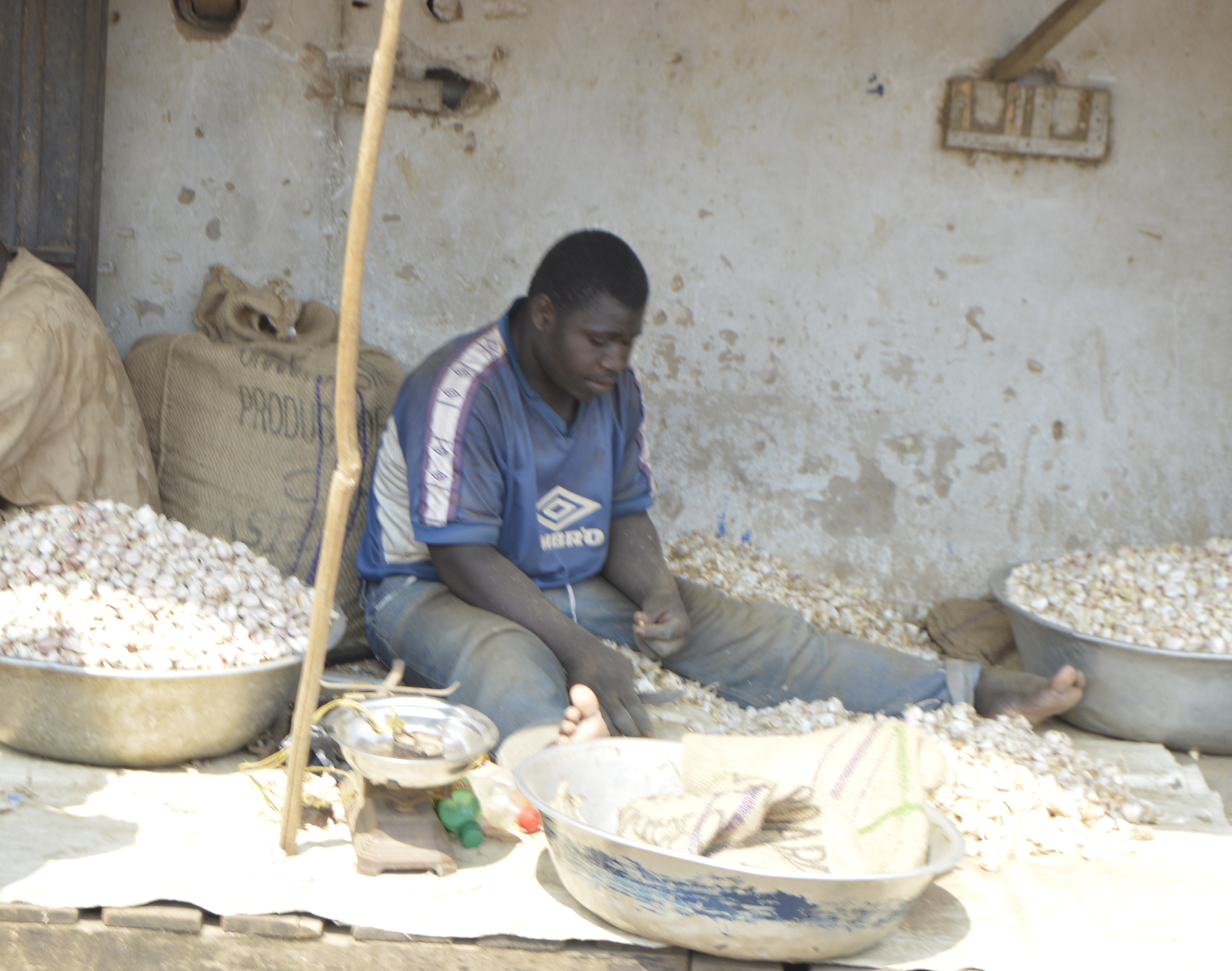
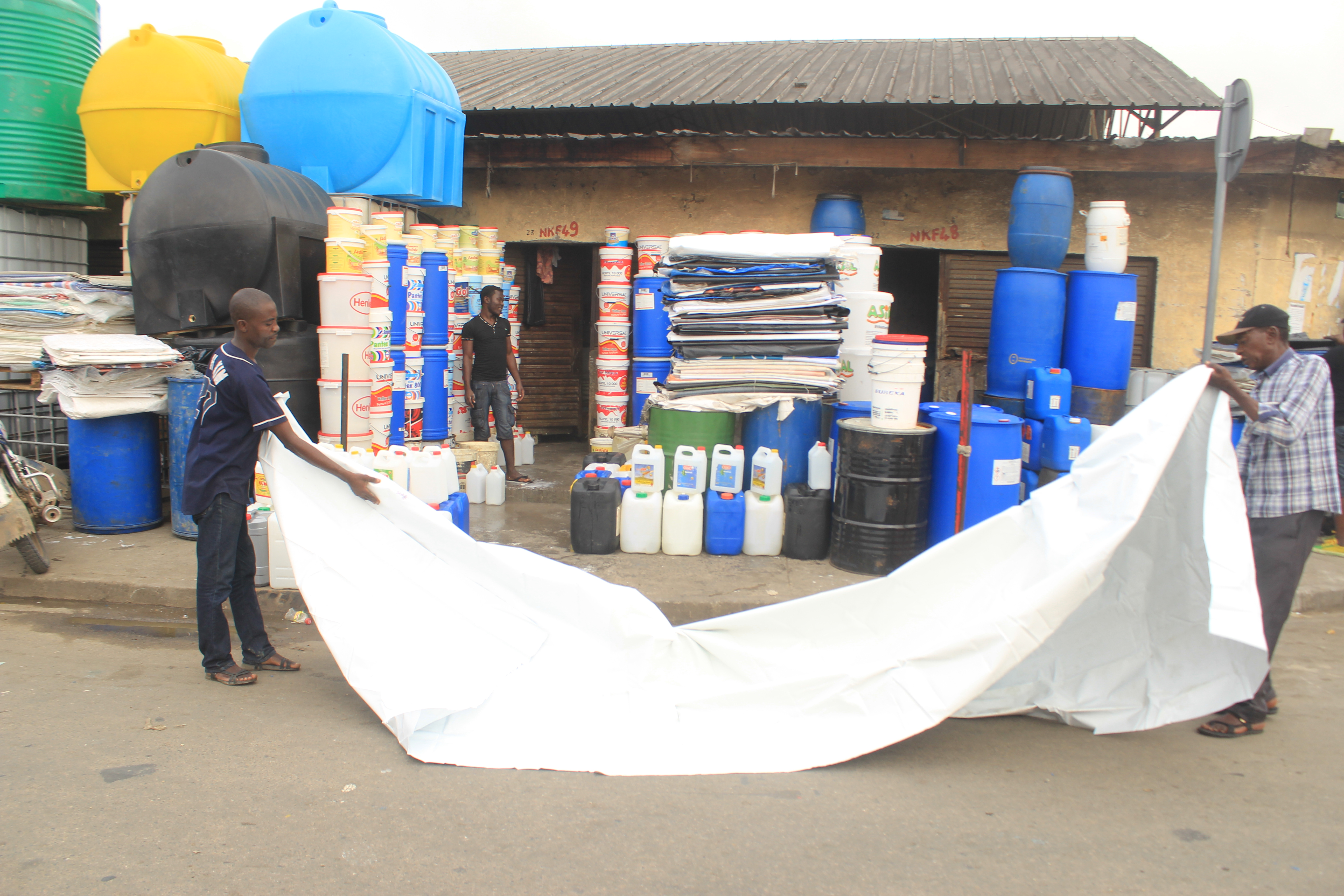
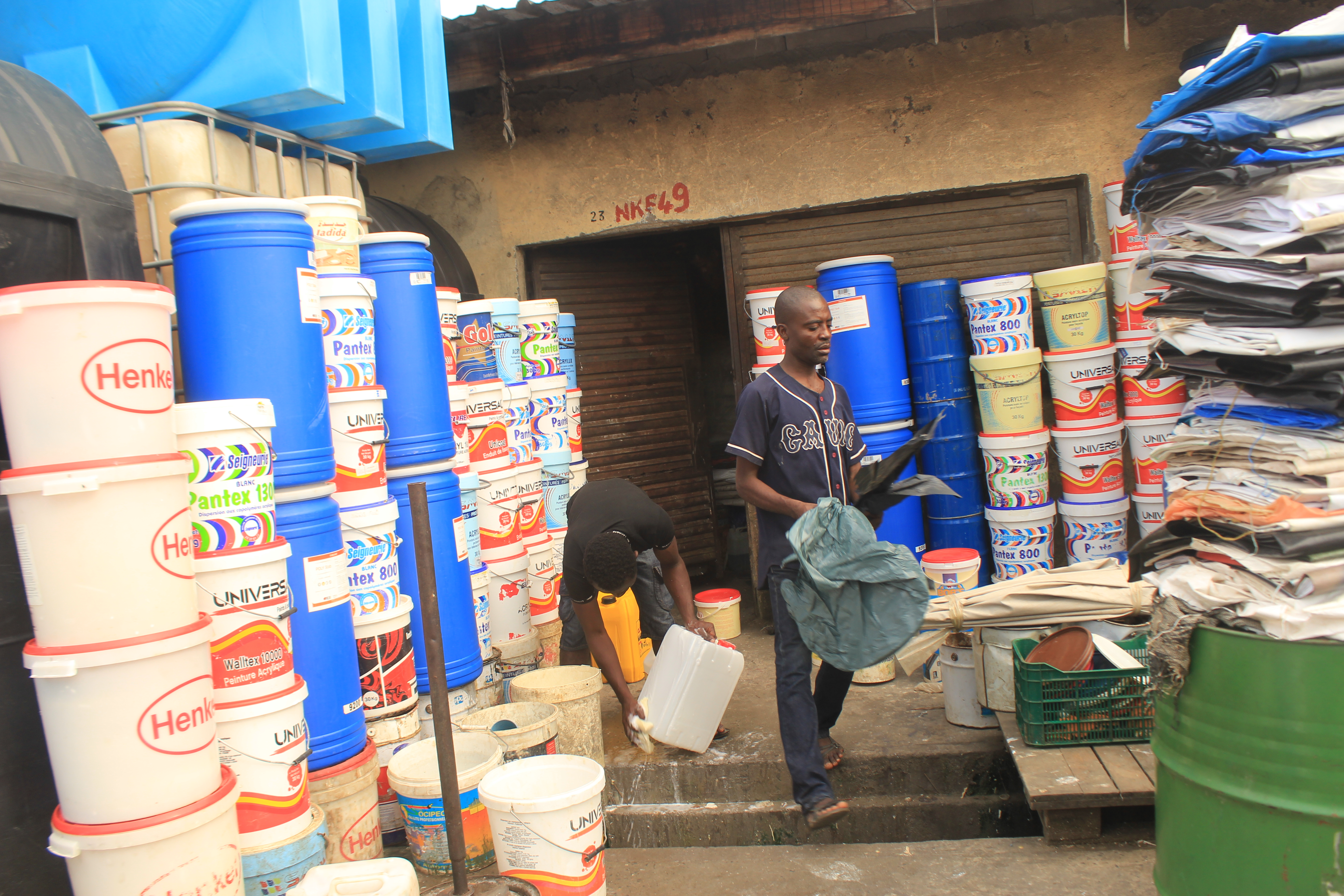
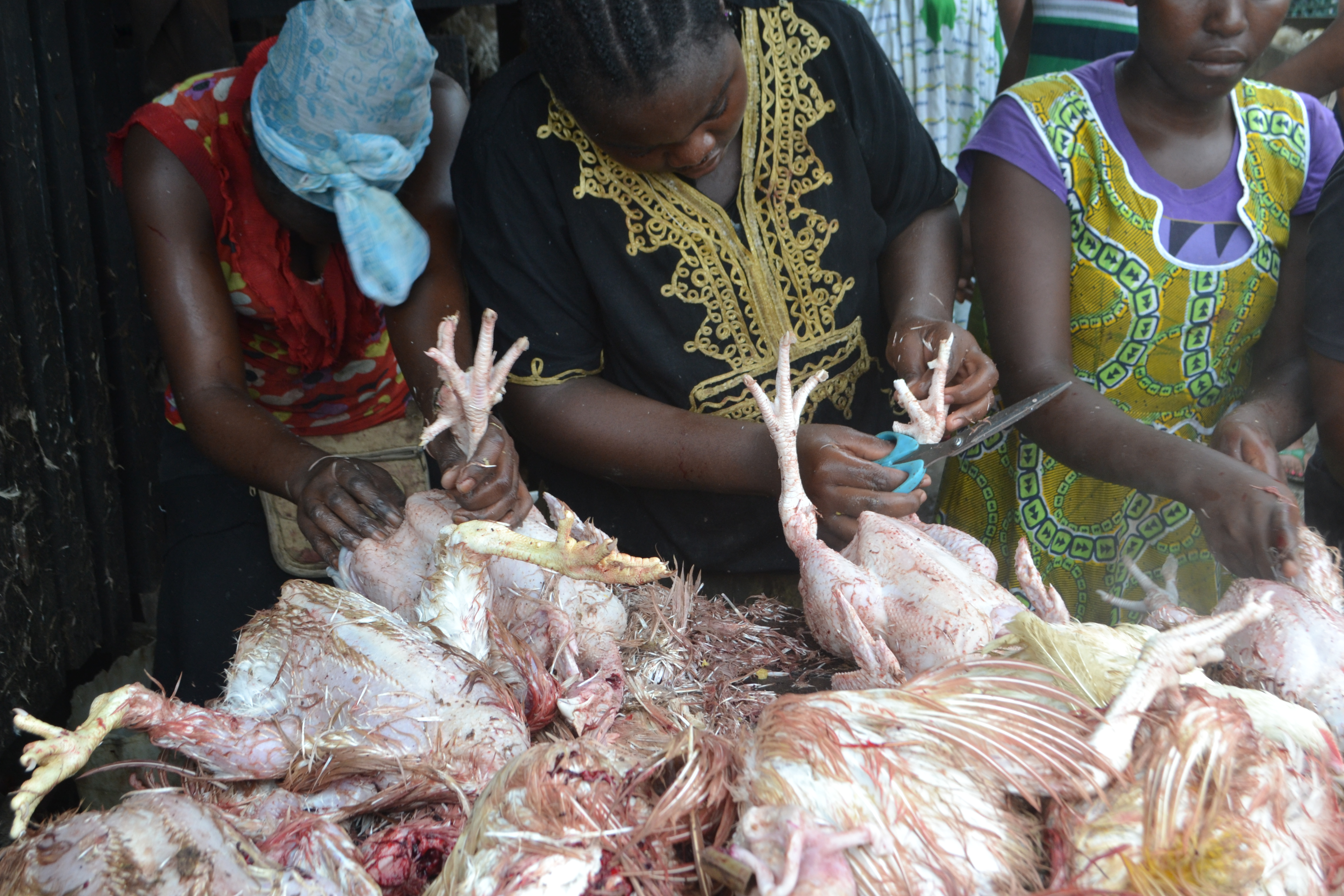
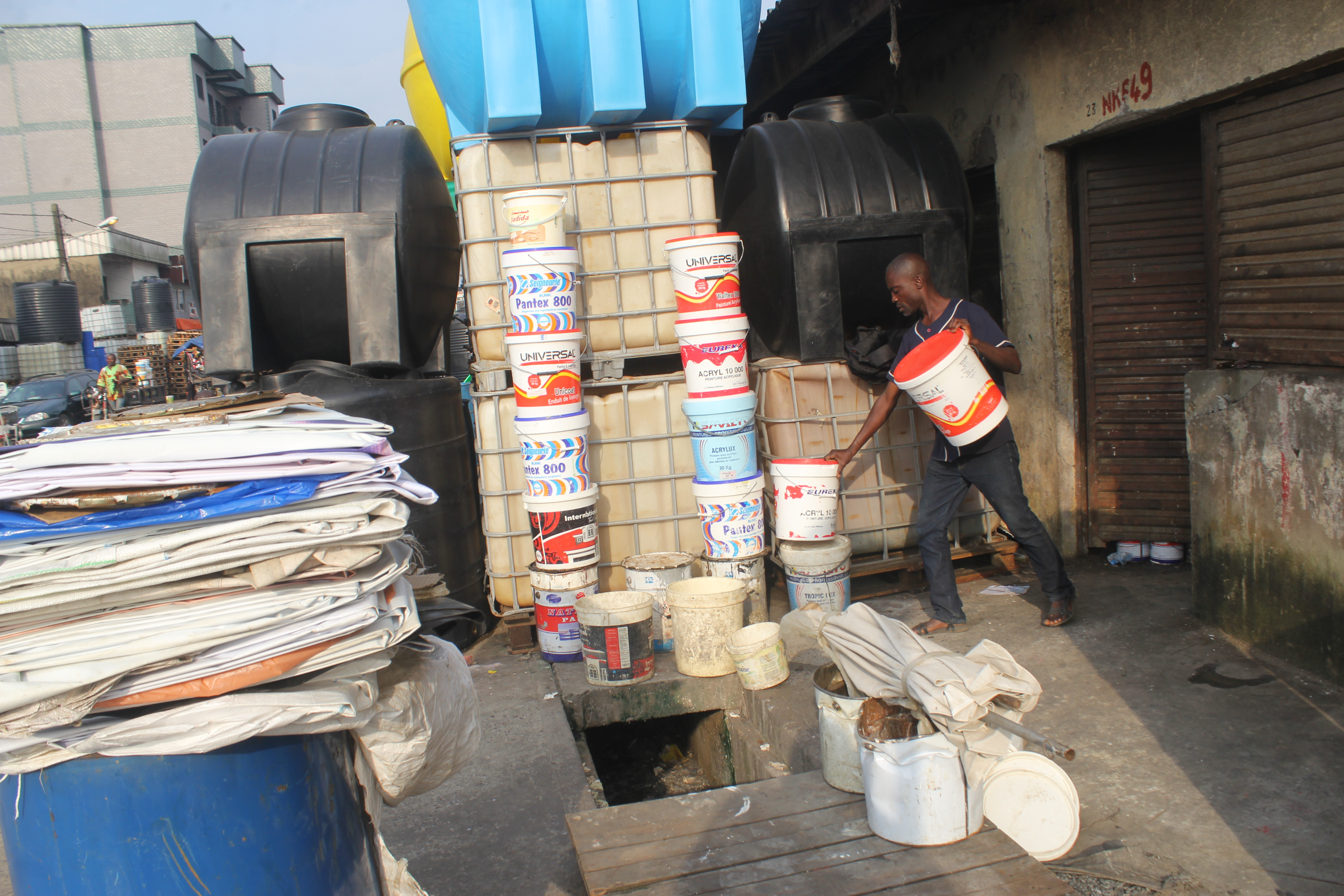
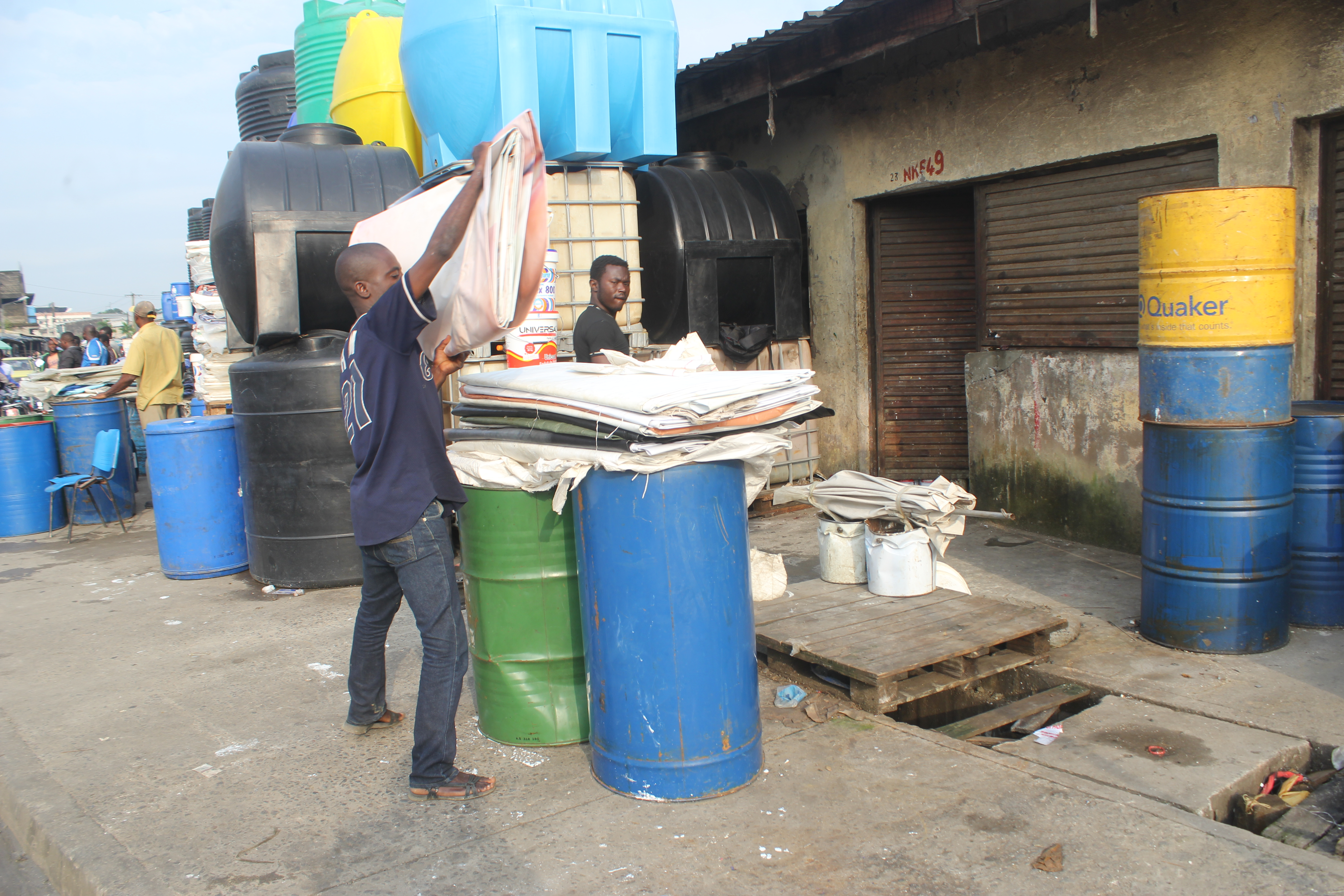
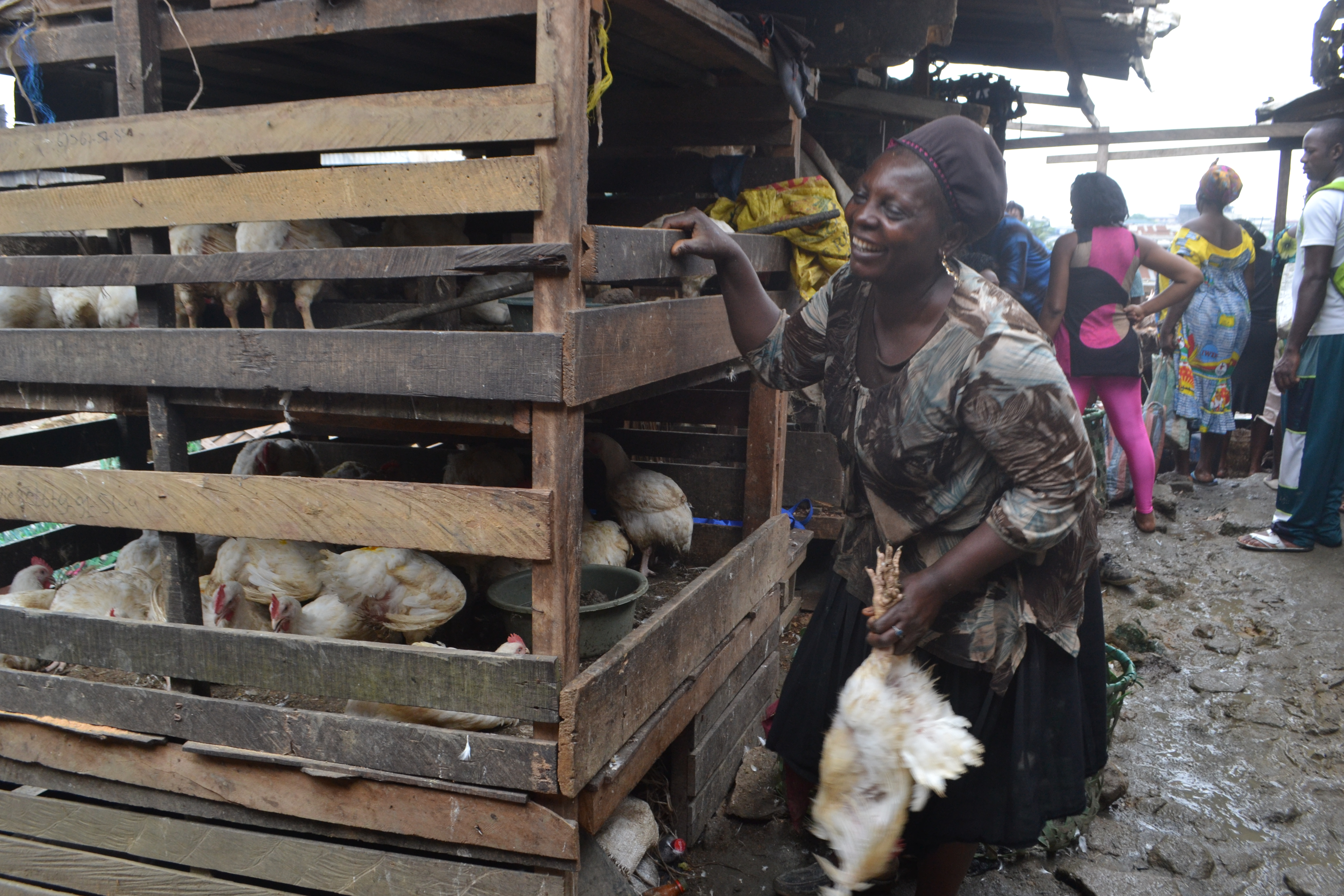
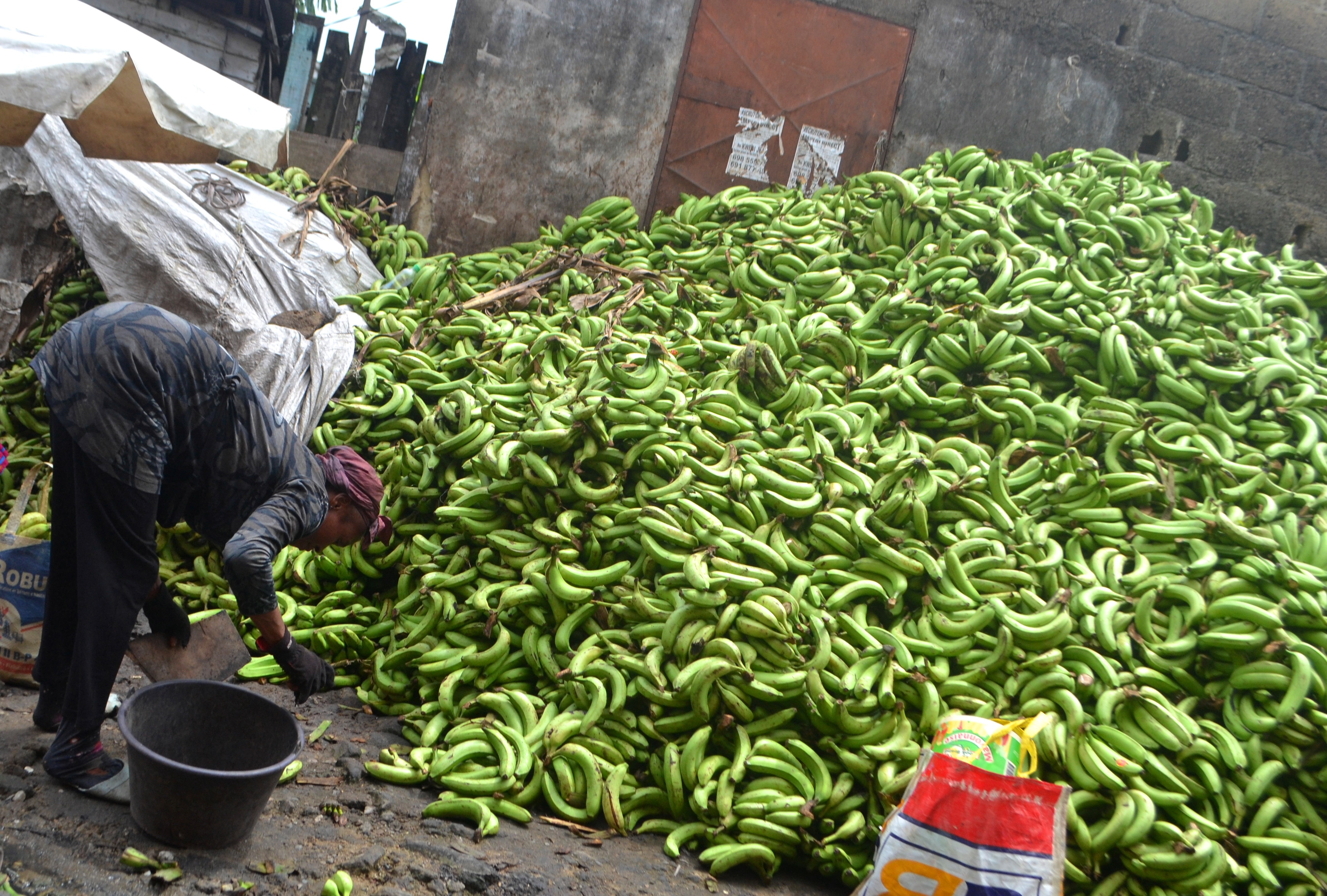